# Challenger-katasztrófa
A Challenger-katasztrófa a floridai Cape Canaveralről indított Challenger űrrepülőgép 1986. január 28-án bekövetkezett megsemmisülése volt. Az STS–51–L küldetés keretében indított űrszerelvény 73 másodperccel az indítás után, 14 km-es magasságban katasztrófális műszaki hibát szenvedett el és felrobbant; a fedélzetén tartózkodó hét űrhajós, Greg Jarvis, Christa McAuliffe, Ronald Ervin McNair, Ellison Shoji Onizuka, Judith Arlene Resnik, Michael John Smith és Francis Richard Scobee életét veszítette. Ez lett volna a Challenger tizedik űrrepülése és ez volt az első olyan amerikai űrkatasztrófa, amely repülés közben következett be.
A katasztrófa fő oka az volt, hogy az indításra hidegben, fagypont alatti hőmérsékleten került sor. A későbbi vizsgálatok során arra a következtetésre jutottak, hogy az egyik oldalsó, szilárd hajtóanyagú gyorsítórakéta (SRB) egyik gumitömítése, az ún. O-gyűrű ezen körülmények között rugalmatlanná és a sérülésekre fogékonyabbá vált. A rakéta belsejében képződő forró gázok átégették, ez lángkifúváshoz vezetett, amely aztán érintette a külső üzemanyagtartályt, amely előbb kilyukadt, majd a hajtóanyag és az oxidálóanyag kiszabadult, belobbant, elpusztítva az egész űrszerelvényt. Az űrhajó pusztulását mégsem a hajtóanyag robbanása okozta, hanem az extrém módon megváltozott közegellenállási erők, amelyek a tartály megsemmisülése után messze a tervezési határérték feletti erővel hatottak  a repülési pályáról letérő, irányíthatatlanná vált űreszközre. Az űrhajó az így fellépő erők hatására egyszerűen darabokra tört.
A felrobbant űrhajóról lényegében egy darabban leváló legénységi kabinban helyet foglaló űrhajósok a vizsgálatok adatai alapján nem a robbanáskor haltak meg, hanem a kabin Atlanti-óceánba csapódásakor, amikor a fellépő óriási lassulási erők túlélhetetlen körülményeket teremtettek. A kabin maradványait – benne a hét űrhajós holttestével – rengeteg más roncsdarabbal együtt a baleset után azonnal meginduló, széles körű kutató-mentő műveletek során összegyűjtötték. Felhozták őket az óceán mélyéről, vagy begyűjtötték a felszínen lebegő roncsokat. Ezek vizsgálata, a rendelkezésre álló film-, fénykép- és hangfelvételek, valamint az irányítás által rögzített telemetriai adatok alapján sikerült rekonstruálni a történteket és felderíteni a baleset folyamatát.
Ronald Reagan elnök a baleset után beszédet intézett az amerikai nemzethez, majd részt vett az űrhajósok gyászszertartásán, később pedig egy független vizsgálatot rendelt el a baleset körülményeinek kivizsgálására. Az ebből a célból létrehozott Presidential Commission on the Space Shuttle Challenger Accident (a Challenger Űrrepülőgép Balesetét Kivizsgáló Elnöki Bizottság), vagy népszerűbb nevén, a vezetője neve után Rogers-bizottság négy hónapnyi munka után megnevezte a baleset fő kiváltó okát, az O-gyűrű meghibásodását. Emellett egy sor más, a balesethez hozzájáruló okot fedtek fel, amelyek a NASA szervezeti kultúrájában, döntéshozatali mechanizmusaiban és kommunikációs folyamataiban gyökereztek és vezettek el végül a tragédiához. A Bizottság ajánlásai alapján a Space Shuttle-program 32 hónapra leállt, amíg a hibás részegységek újratervezése, illetve a kritikával illetett NASA-folyamatok felülvizsgálata és kijavítása meg nem történt. Az űrsiklóval végzett űrrepülések csak 1988. szeptember 29-én folytatódtak a Discovery űrrepülőgép STS–26 jelű expedíciójával.

## A legénység

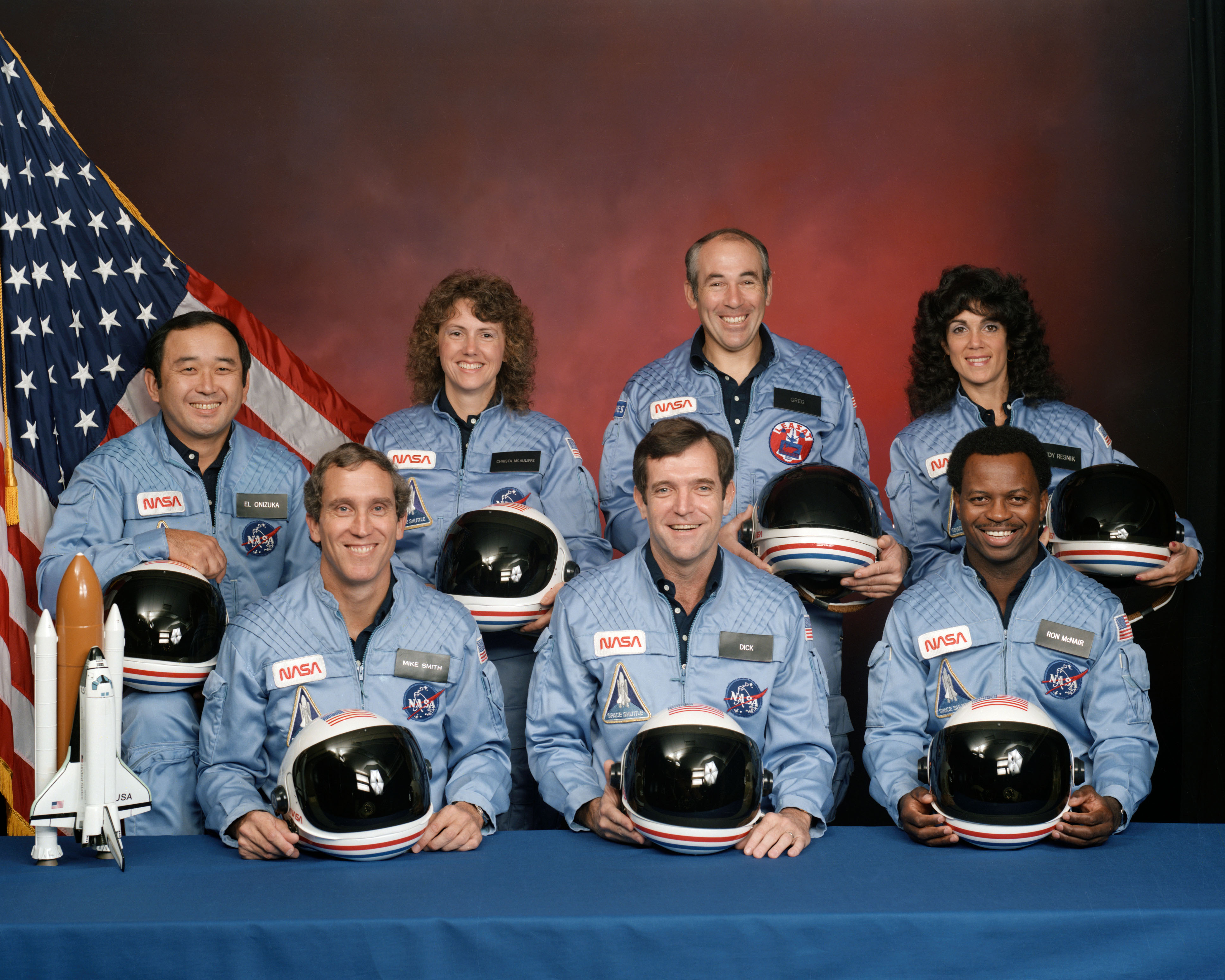
Az STS–51–L küldetés legénysége. Hátsó sor, balról jobbra: Ellison Onizuka, Christa McAuliffe, Greg Jarvis és Judy Resnik. Első sor, balról jobbra: Michael J. Smith, Dick Scobee és Ron McNair

- Parancsnok: Francis „Dick” Scobee – korábban már repült a Challengerrel az STS–41–C jelű sikeres küldetés során.
- Pilóta: Michael John Smith (első repülése) – a vietnámi háború többszörösen kitüntetett veteránja, a Haditengerészet tesztpilótája.
- Küldetésfelelős: Judith Arlene Resnik – korábban már járt a világűrben a Discovery első útja alkalmával (STS–41–D).
- Küldetésfelelős: Ellison Shoji Onizuka – a Légierő mérnöke, korábban már járt az űrben a Discovery fedélzetén (STS–51–C).
- Küldetésfelelős: Dr. Ronald Ervin McNair – a Hughes Research Laboratories fizikusa, járt már a világűrben az STS–41–B jelű küldetés során.
- Rakományfelelős: Greg Jarvis – a Légierő századosa és a Hughes Aircraft alkalmazottja.
- Rakományfelelős: Christa McAuliffe – a Tanár az űrben program során választották ki az útra.

## Előzmények

### Tervezett misszió
A NASA hétnapos rutinrepülésre készült a Challenger űrrepülőgéppel 1985 nyarán, amely két műhold pályára állításának feladatait, a Halley-üstökös megfigyelését és egy oktatási projektet foglalt magában. Az első napon pályára állították volna a TDRS-B kommunikációs műholdat, majd a harmadik napon a napmegfigyelő Spartan műholdat. Közben elvégezték volna az üstökös megfigyelését a CHAMP (Comet Halley Active Monitoring Program) keretében. Ezek mellett Christa McAuliffe vezérletével beindult volna a Teacher in Space („Tanár az űrben”) projekt gyakorlati végrehajtása, amely videófelvételek készítéséből állt, valamint televíziós közvetítésben két órát is tartott volna az őt néző diákok számára. Emellett egyéb kisebb kísérleteket – például folyadékdinamikai kísérleteket – is végeztek volna az űrhajósok. A repülést eredetileg 1985 júliusára tűzték ki, amelyet azonban előbb 1985 novemberére, majd 1986 januárjára halasztottak.

### Előzetes viták az O-gyűrűkkel kapcsolatban

Egy egyszerűsített metszeti ábra a szilárd hajtóanyagú gyorsítórakéta szegmenseinek csatlakozásáról;
Jelmagyarázat:
A – acélfal 0.5 in vékony
B – felső (fő) O-gyűrű-vájat a gyűrűvel,
C – másodlagos O-gyűrű-vájat a gyűrűvel,
D – merevítő acélpánt,
E – szigetelés,
F – szigetelés,
G – kárpitozás,
H – tömítő paszta,
I – szilárd hajtóanyag

A végül végzetes hibát hordozó alkatrészek, az ún. „O-gyűrűk” körül hosszas viták voltak azok megfelelőségét illetően. A Space Shuttle rendszer szilárd hajtóanyagú gyorsítórakétái (Solid Rocket Boosters – SRB) kialakításában rakétánként 12 ilyen alkatrészt építettek be. A gyártó Morton-Thiokol a rakétákat hét szegmensre osztotta és a szegmenseket kettesével kapcsolta egymáshoz, majd ezeket a szegmenspárokat Cape Canaveralen állították össze egyetlen rakétává, az összeszereléskor a szegmenspárok illesztését gumigyűrűkkel, az ún. O-gyűrűkkel oldva meg. Ezek a gyűrűk voltak hivatottak arra, hogy a rakéta testében keletkező forró, nagy nyomású gázokat belül tartsák, hogy azok hátul a hajtómű harangon át távozzanak és ne a szegmensek illesztésein át, oldalra.
A műszaki megoldás körüli első aggodalom még a tervezés kezdetére, 1971-re datálódik, a Space Shuttle tervezési folyamat elejére, amelynek során a tervezésbe bevont McDonnell Douglas jelentése említi, hogy a szilárd hajtóanyagú rakéták biztonsági kockázatot hordoznak. Jelesül az összes vészhelyzet közül – amelyeket a vészhelyzeti forgatókönyvek nagyrészt próbáltak lefedni – a legveszélyesebb az, amikor a forró gázok átégetik a rakéta testét. A jelentés megállapította, hogy „ha egy ilyen átégés a (cseppfolyós oxigén/hidrogén) tartály, vagy az orbiter szomszédságában következik be, annak időben való érzékelése nem megoldható és a repülésmegszakítás nem kivitelezhető”. Ezzel lényegében leírták a Challenger-katasztrófa során később megtörtént meghibásodást.
Egy 1977-es teszt során elő is állt egy ilyen meghibásodás. A gyorsítórakéták összeépítéséért a Morton-Thiokol volt a felelős, ők végeztek el egy tesztet, amelynek során az egyébként előírás szerint olyan szorosan összeillesztett rakétaszegmensek, amelyeknek gond nélkül ki kellett állniuk a start során fellépő erőhatásokat, nem maradtak sértetlenek. A tesztben vizet alkalmaztak, amellyel szimulálták a hajtóanyag fogyását, és ennek a súlyától a rakéta fém alkatrészei hajlamosak voltak meghajolni, eltekeredni egymáson és rést hagyni egymás között, amely réseket az O-gyűrűk már nem fedték be, és a víz kifolyt (azaz az éles helyzetben keletkező forró gázok távozni tudtak volna). A jelenség nevet is kapott: kapcsolódási rotáció. A kapcsolódási rotáció képes volt arra, hogy a gumigyűrűket kisebb-nagyobb mértékben megrongálja, szélsőséges esetben pedig arra, hogy utat engedjen a forró gázoknak, amelyek így oldalra kifújva végzetes sérülést okozhattak a főtartálynak vagy az orbiternek.
Az O-gyűrűk megfelelőségének kérdése legközelebb 1980-ban merült fel. A Marshall Space Flight Center mérnökei levélben többször fordultak George Hardyhoz, a Solid Rocket Booster projektigazgatójához, melynek során jelezték, hogy a Thiokol rakétaszegmens kapcsolási megoldása elfogadhatatlan. Egy mérnök jelezte, hogy az ún. kapcsolódási rotáció során a másodlagos O-gyűrű megolvadhat és használhatatlanná válhat. Hardy később sohasem küldte tovább ezeket az emlékeztető leveleket a Thiokol felé, és 1980-ban az egész koncepciót, benne a hibás csatlakoztatásokkal elfogadta a NASA.
A legelső figyelmeztető jel mindjárt a második Space Shuttle repülésen, az STS–2-n megjelent. A Columbia repülését követően komoly károsodásokat találtak a gyorsítórakéták O-gyűrűiben, ám ezt a megállapítást a Marshall Űrközpont illetékesei – az érvényes szabályok ellenére – nem jelentették a NASA szélesebb vezetése felé, hanem megtartották a Marshall és a Thiokol közötti belügyként. Emellett soha nem született javaslat és olyan döntés az ügyben, hogy a Shuttle flottát a földön kell tartani, amíg a hibát ki nem vizsgálják és a javítását meg nem oldják.
1984-ben, a Discovery űrsikló STS–41–D jelű repülésekor első alkalommal fedeztek fel éles repülés közbeni anomáliát az O-gyűrűkkel. Felszálláskor az egyik illesztésnél figyelték meg a forró gázok kifújásának nyomait az utólagos vizsgálatok során az egyik elsődleges gyűrű mellett. A Thiokol mérnökei a gázszivárgást relatíve kis mértékűnek ítélték meg, és megállapították, hogy a másodlagos O-gyűrű már nem is volt érintett, és azt a következtetést vonták le, hogy a tapasztalt sérülés az elfogadható kockázatok határain belül volt. A Challenger-katasztrófát követően azonban Brian Russell, a Thiokol egyik mérnöke úgy fogalmazott, hogy ez volt az O-gyűrűk legelső „nagy vörös zászlós” jelzése.
A probléma tovább eszkalálódott. 1985-ben az elvégzett kilenc repülés közül hétnél tártak fel az utólagos elemzések az O-gyűrűket érintő sérüléseket vagy forró gázszivárgásokat. A Marshall és a Thiokol ekkor döbbent rá, hogy egy potenciálisan katasztrofális hiba rejtőzik az általuk életre hívott és üzemeltetett rendszerben, amelynek legkomolyabb tapasztalata éppen a Challenger egyik korábbi, 1985. áprilisi útja, az STS–51–B utáni vizsgálatok eredménye volt: az egyik elsődleges O-gyűrű olyannyira károsodott, hogy lényegében alkalmatlanná vált a szigetelésre, és csak a másodlagos gyűrű állította meg a gázkifúvást, igaz, az is jelentős sérülések mellett. A Marshall és a Thiokol közös munkába kezdett, hogy kissé áttervezzék a rakétaszegmensek kapcsolódását, és el is határozták, hogy három 76 mm-es acél hevederrel erősítik meg a kapcsolódást, hogy az így ellenálljon a csavarodásnak. Ám mindeközben a fejlesztést végző szervezetek nem jelezték a többi érintettnek, hogy állítsák le az újratervezés idejére a repüléseket, hanem úgy kezelték a problémát, mint korábban: „elfogadható kockázatú”-nak.

### Előzetes viták az időjárási tényezőkkel kapcsolatban
A végzetesnek bizonyult másik tényező, az időjárás, pontosabban a „nem megfelelő időjárási körülmények között engedélyezett start” korábban már vitát gerjesztett. Az időjárással szembeni aggodalmak összefüggtek az O-gyűrűkkel: a gumigyűrűk a hidegben megkeményedtek és hajlamosabbá váltak a törésekre. Ezt 1985-ben ismerte fel a Thiokol, és az év közepén hangot adtak azon aggodalmuknak, hogy a NASA nem veszi komolyan a rakéta hideg időben való üzemeltetésére vonatkozó előírásaikat. Ezek a jelzések nem azt mondták, hogy baj lenne, hanem csak azt, hogy a legalsó hőmérséklet referenciaérték, amelyre még teszteredményekkel rendelkeznek, az 40 °F, azaz 4 °C. 1985 októberében írta a Thiokol egyik mérnöke „HELP!” tárgyú levelét, amelyben az alacsony hőmérséklet és az O-gyűrűk kapcsolatáról írt a NASA-nak, és amely nyomán végre párbeszéd kezdődött a NASA és a Thiokol mérnökei között a témában.

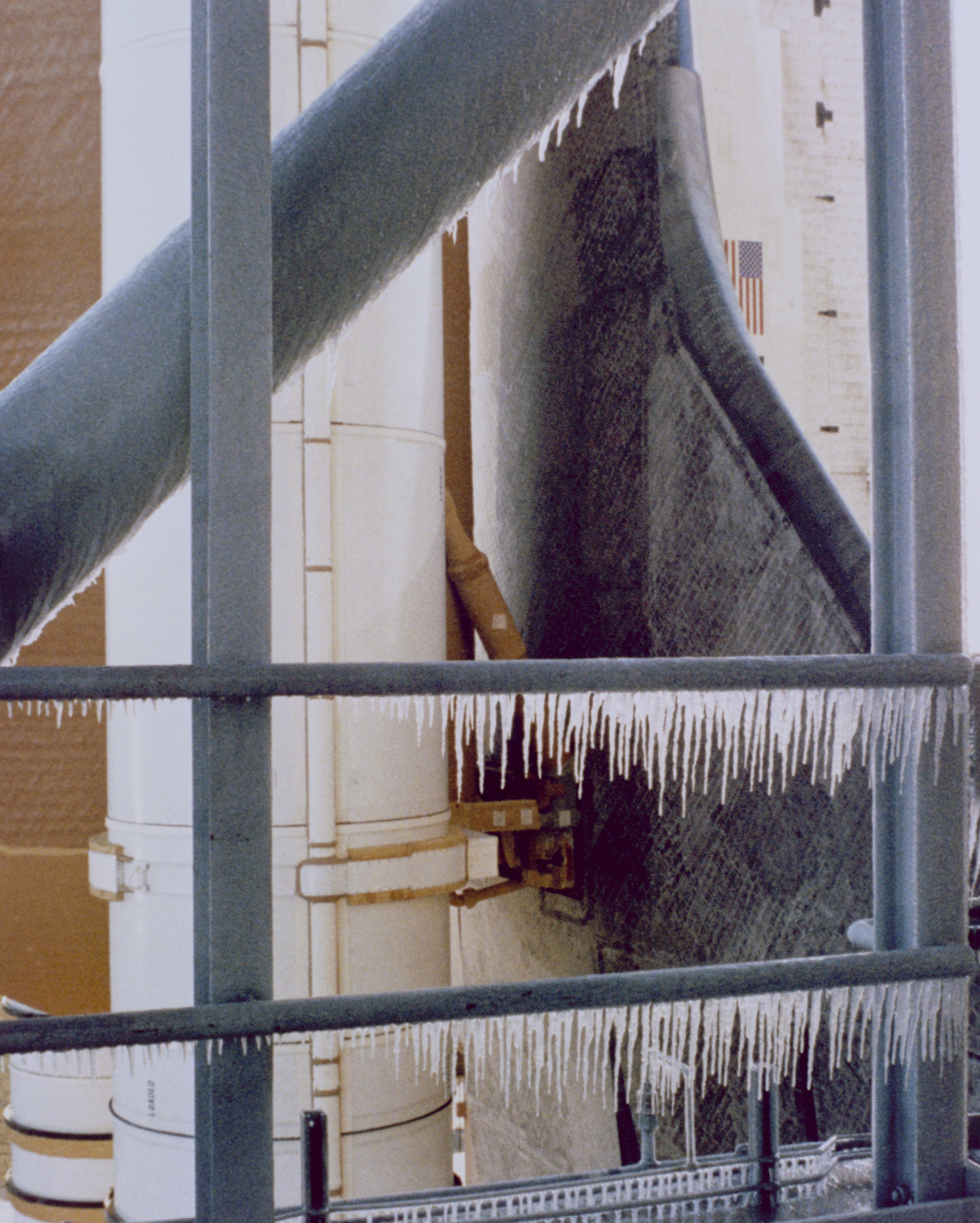
Intenzív jégképződés az indítóállásban álló Challengernél

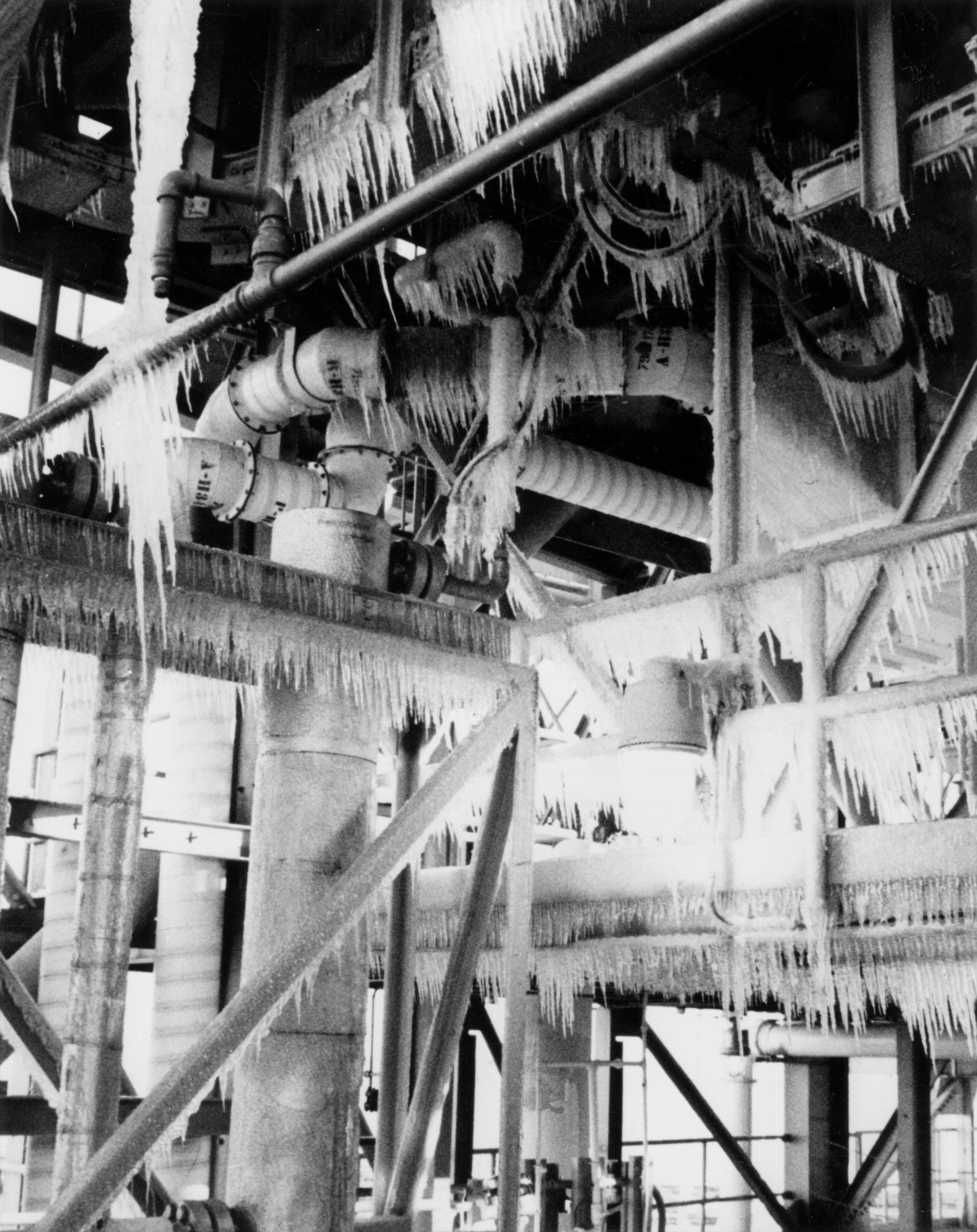
Jég meredezik a start reggelén az STS–51–L indítóállványán

A párbeszéd a startot megelőző napokban egy telefonkonferenciában csúcsosodott ki, mivel január végére Floridában az éjszakai hőmérsékletek fagypont alá estek, és pontosan előállt az az időjárási szituáció, amelyben való indítástól a gyártó mérnökei óva intették a NASA-t. Az 1986. január 27-én kibontakozó telekonferencián két ellentétes álláspont bontakozott ki. A Thiokol azt mondta, hogy nincs elég adatuk arra vonatkozóan, hogy a gumi O-gyűrűk megfelelően képesek-e szigetelni, ha a hőmérséklet 12 °C alá esik, ezért azt javasolták, hogy halasszák el a startot, amíg az idő melegebbre nem fordul. Az aggodalomnak külön hangsúlyt adott a tény, hogy egy „Criticality 1” (elsőrendű fontosságú) besorolás alá került alkatrészről vitatkoztak (azaz egy olyan elemről, amely mögött már nem volt biztonsági tartalék és amelynek meghibásodása az űrhajó és/vagy a legénység elvesztését okozhatta). A NASA oldaláról azonban ez ellen nagyfokú, néha arrogáns ellenállás mutatkozott (Lawrence Mulloy, a Marshall Űrközpont SRB fejlesztési vezetője például azt mondta: „Istenem, Thiokol, mikor akarjátok, hogy majd startoljunk, jövő áprilisban?”, de George Hardy, egy másik Marshall-igazgató is érvek nélkül annyit mondott: „Elborzadtam, igen elborzadtam a javasolt megoldásotoktól”.) A NASA mérnökeinek egyetlen technikai ellenérve volt: amennyiben a két O-gyűrű közül az egyik, az elsődleges átégne, még mindig ott van a másik, a másodlagos (és közben bírálták a Thiokolt, hogy túl gyengén prezentálták a problémát annak megértéséhez). Ugyanakkor ez a NASA-érv szembe ment a NASA szabályzataival, jelesül azzal, hogy „nem hágunk át szabályokat”. A szabály azt mondta, hogy a „Criticality 1” besorolású alkatrészeknél tilos a tartalékra, másodlagos megoldásra hagyatkozni, a NASA mérnökei mégis erre hivatkoztak.
Kicsit később egy második konferenciabeszélgetés zajlott le, amelyen a mérnököket kizárva már csak a Thiokol és a NASA menedzserei vettek rész. Az értekezlet összehívásának miértje nem világos, ám ezen a Thiokol részéről elhangzott, hogy – figyelmen kívül hagyva saját mérnökeik érvelését – javasolják a startot.
A startot közvetlenül megelőzően még egy aggály merült fel az időjárási körülményekkel kapcsolatosan. Elsőként a Thiokol mérnökei észlelték, hogy a start előtti éjszakára –8 °C-os előrejelzést adott ki a meteorológiai szolgálat Cape Canaveralre, amellyel kapcsolatban meg is jegyezték, hogy semmiféle tapasztalat vagy tesztadat nem áll rendelkezésre +4 °C alatti hőmérsékletre. Az aggodalom arra vonatkozott, hogy mindenütt jég rakódik le az indítóállványon, és ebből sérülések származhatnak az űrhajó startja közben. Ezért a Kennedy Űrközpont jegesedésért felelős csapata hőkamerákat állított fel és irányozott a Challengerre, különösképpen a jobb oldali gyorsítórakéta alsó bekötési pontjára. A hőképek –13 °C-ot mutattak. Arra gyanakodtak, hogy ez nem feltétlenül időjárási körülmény, hanem a tartályok szuperhideg oxigéntöltete által lehűtött levegő hatása. Az érték messze alatta volt az O-gyűrűk tervezési specifikációjában szereplő értékeknek. A hőmérsékletértéket azonban hibás leolvasásnak ítélték, mivel nem követték a hőmérséklet érzékelő szenzorra vonatkozó használati utasítást. A későbbi tesztek és számítások viszont azt igazolták vissza, hogy még ha az érték nem is volt hajszálpontos, lényegesen nem tért el a valós értéktől.
A körülmények kicsit később felkeltették az űrrepülőgépet gyártó Rockwell International mérnökeinek az érdeklődését is, akik zártláncú tévéadásban figyelték a kilövőállásban felgyülemlett és a jégtelenítő csapat által egész éjjel eltávolított jég mennyiségét. A mérnökök attól tartottak, hogy a start során keltett vibráció és hő hatására lehulló jégdarabok kárt tehetnek az űrrepülőgépben, elsősorban a hővédő csempézésben. Rocco Petrone, a Rockwell űrszállítási divíziójának vezetője – korábban a NASA Apollo-program igazgatója – javaslatára a Rockwell vezetése arról értesítette a NASA-t, hogy cégük nem támogatja a startot. Azonban a Rockwell Cape Canaveralre kirendelt mérnökcsapatának a tagjai olyan módon fogalmazták meg az aggályaikat, amely alapján Arnold Aldrich – a houstoni küldetésvezető – mégis úgy döntött, hogy engedélyt ad a startra. Aldrich mindössze annyiban változtatta meg a döntését, hogy egy órával későbbre halasztotta a startot, hogy a jégtelenítő csapat időt kapjon egy utolsó inspekcióra. A megfigyelés során úgy tűnt, hogy a jég olvadásnak indult, az akadály elhárulni látszott, a startengedély érvényes maradt.

### Előkészületek és halasztások
A Challenger indulását eredetileg 1986. január 22-ére tervezték. Az STS–61–C jelű küldetés csúszása miatt az indulást előbb 23-ra, majd 24-re halasztották. Ezután újabb egy napos halasztás történt, a szenegáli Dakarban található, vészhelyzet esetén használatos leszállópálya környékén tapasztalt rossz időjárás miatt. A NASA ekkor a casablancai (Marokkó) tartalék leszállópályát jelölte ki a vészhelyzeti leszállás céljára, de mivel az nem rendelkezett az éjszakai leszálláshoz szükséges megvilágítással, így az indulás időpontját reggelre tették. A Floridában várható rossz időjárás miatt a felszállást újból elhalasztották, ezúttal 27-re. Már javában zajlott az indulás előkészítése, amikor a technikusok nem tudták lezárni az űrrepülőgép ajtaját. Emiatt újabb egynapos csúszás következett. Másnapra kijavították a hibát, ekkor viszont a határértéket meghaladó erősségű oldalszél támadt, emiatt megszakadt a visszaszámlálás. További két óra csúszást okozott a külső üzemanyagtartály tűzérzékelőjének észlelt meghibásodása.
Az indítás végül 1986. január 28-án, floridai idő szerint 11:38-kor (magyar idő szerint: 17:38) történt meg.

## A végzetes felszállás
A következőkben a felszállás eseményei olvashatóak, kiegészítve a művelet során elhangzottak rádióforgalmazásaival. Az egyes események időpontjai másodperc pontossággal vannak megadva. A megjegyzések a párbeszédek megértését hivatottak elősegíteni.
Rövidítések magyarázata:

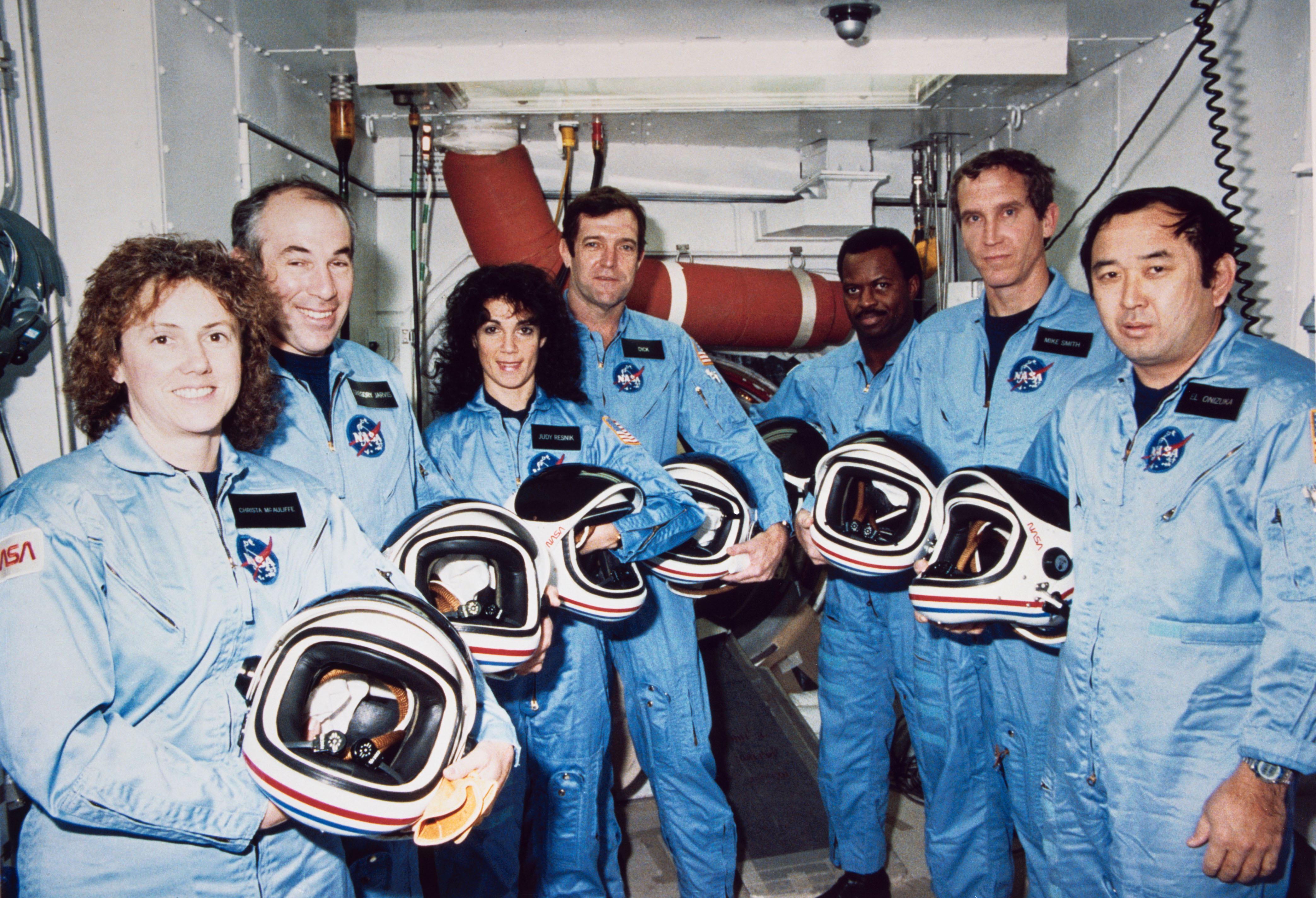
A Challenger utolsó legénysége a White Roomban, a beszállás előtt

- CDR – Commander (Parancsnok), Francis „Dick” Scobee
- PLT – Pilot (Másodpilóta), Michael J. Smith
- MS 1 – Mission Specialist 1 (Kutatóűrhajós 1), Ellison Onizuka
- MS 2 – Mission Specialist 2 (Kutatóűrhajós 2), Judith Resnik
- FD – Flight Director (Repülésirányítási igazgató), Jay Greene – A repülésirányító csapat vezetője.
- CAPCOM – Capsule Communicator (Kapszula (= űrhajó) Kapcsolattartó) – A földi személyzet azon tagja, aki a legénységgel tartja a rádiókapcsolatot.
- DPS – Data Processing Systems Engineer (Adatfeldolgozó Rendszerek Felügyelője) – A földi személyzet azon tagja, aki a földi irányítás és az űrrepülőgép közötti adat- és rádiókapcsolatot biztosító rendszereket felügyeli.
- Intercom – Intercommunication System (Belső Kommunikációs Rendszer) – Az Intercom szó jelöli az űrrepülőgép legénységének egymás között lefolytatott beszélgetéseit. A földi személyzet minden beszélgetése – a CAPCOM kivételével – egymás között folyik, ezért ott nincs külön jelezve az Intercom.
- Booster – Booster Systems Engineer (Gyorsítórakéta-rendszerek Mérnöke) – A földi személyzet azon tagja, aki a felszállás során a gyorsítórakéták működését felügyeli.
- FIDO – Flight Dynamics Officer (Repülésirányító) – A FIDO felel az űrrepülőgép repülési útvonaláért a légkörben és a Föld körüli pályán is.
- GC – Ground Controller (Földi Irányító) – Az irányítóközpont és az űrrepülőgép közötti adatkapcsolatot biztosító eszközök működéséért felelős személy.
- RSO – Range Safety Officer (Biztonsági Tiszt) – Az RSO figyeli – többek között – a gyorsítórakéták leválása után azok repülési pályáját. Ha a gyorsítórakéták a biztonsági területen kívül érnének földet, akkor az RSO távirányítással megsemmisíti azokat.

### Fél perc az indulásig
T-30 másodperc: CDR: (Intercom) Még harminc másodperc.
T-25 másodperc: PLT: (Intercom) Ne felejtsd a piros gombot a fordulásnál.
Megjegyzés: A másodpilóta elővigyázatosságból emlékezteti a parancsnokot a megfelelő kommunikációs beállítások ellenőrzésére. Miután az űrrepülőgép elhagyja az indítótornyot, a rádiókapcsolatot és az irányítást a Kennedy Űrközpont átadja a houstoni Repülésirányítási Központnak (Mission Control Center).
T-23 másodperc: CDR: (Intercom) Nem fogom, nagyon köszi.
T-15 másodperc: CDR: (Intercom) Tizenöt.
T-6 másodperc: CDR: (Intercom) Most indulnak be, srácok.
Megjegyzés: Beindulnak az űrrepülőgép főhajtóművei.
A Space Shuttle főhajtóművei (SSME – Space Shuttle Main Engines) T-6,6 másodpercnél lettek beindítva, de az űrszerelvény csak akkor indult útnak, amikor a gyorsító rakétahajtóművek is beindultak és tolóerőt fejtettek ki, addig a főhajtóművek 100%-os teljesítményen üzemeltek. A start T=0-kor következett be, addigra a gyorsítórakéták is teljes tolóerőre gyulladtak be (a főhajtóművek pedig, lévén folyékony hajtóanyagúak, addig kontrolláltan működtek, a rendszer bármikor képes volt azonnal leállítani őket, megszakítva a felszállást valamely hiba észlelése miatt), amikor az űrhajót a felszálló platformhoz rögzítő leszorító elemeket piropatronokkal lerobbantották. Erre 11:38:00:010-kor (16:38:00:010 UTC) került sor.
T-5 másodperc: MS 2: (Intercom) Ez az!
T-3 másodperc: CDR: (Intercom) Mindhárom százon.
Megjegyzés: Mindhárom főhajtómű elérte a 100%-os teljesítményt.
A három főhajtóműnek a felszállás pillanatában 100%-on kellett működnie, majd számítógépes vezérléssel egészen 104%-ig tolták fel (hogy aztán a repülési profil szerint újra csökkentsék, majd ismét növeljék igény szerint). A gáznemű hidrogént elszívó kar egészen az utolsó pillanatig a helyén maradt, az űrjármű első mozdulásakor kellett hátra vonni automatikusan a nagy külső tartálytól, ám ez a támkar ezúttal nem fordult el a rakétától a tervezett mértékben. Az indítóállásra rögzített kamera által felvett filmfelvétel tanúsága szerint a támkar nem ért hozzá az emelkedő űrhajóhoz, így a későbbi vizsgálatok kizárhatták, hogy ennek a kisebb hibának köze lett volna a balesethez. A későbbi vizsgálat azt is felfedte, hogy a lerobbantott leszorító elemekbe épített rugók – amelyek szintén segítettek a rakéta emelkedésekor – hiányoztak, de később ezeket is kizárták, hogy közük lett volna a tragédiához.

### Elemelkedés

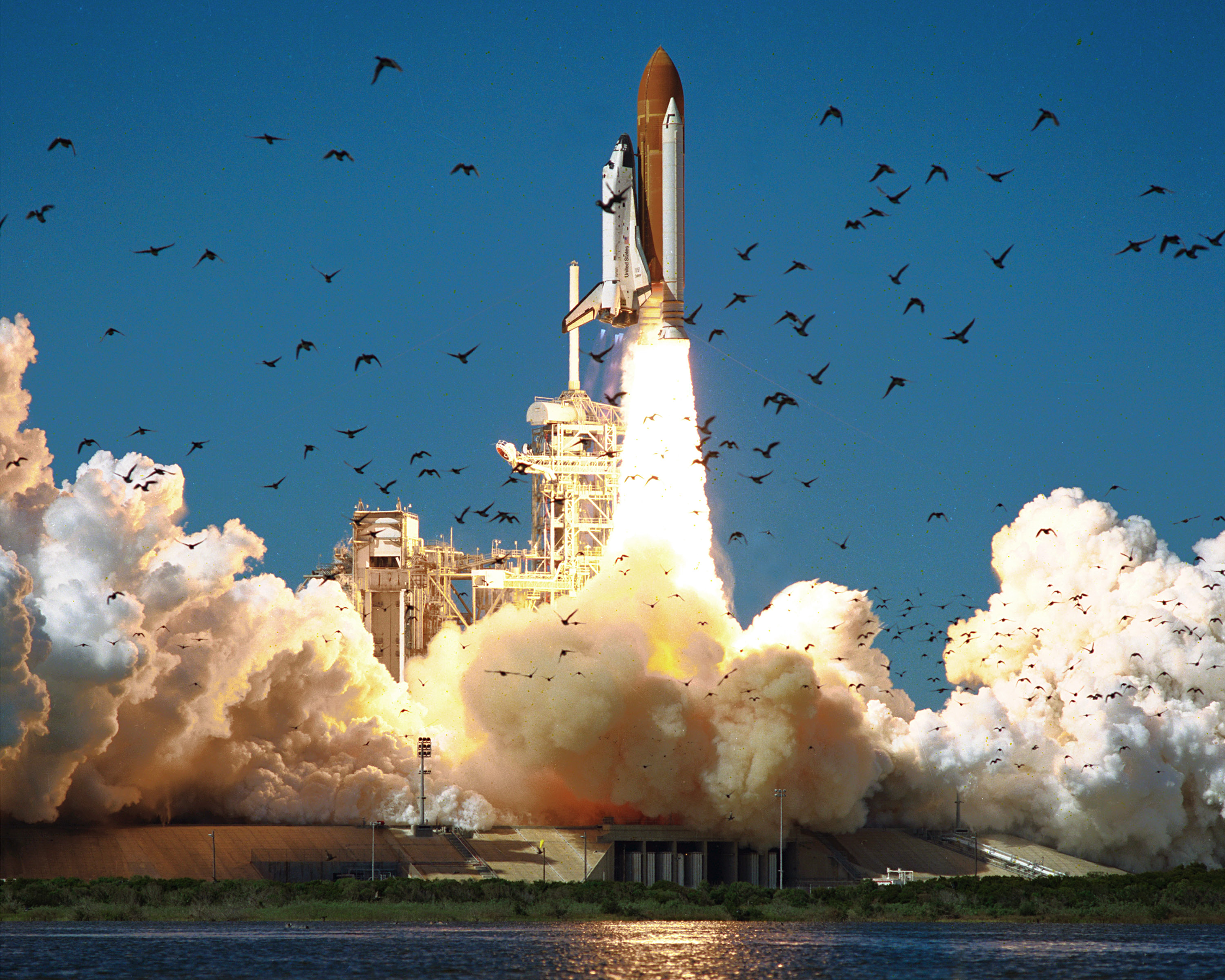
A Challenger elhagyja a tornyot

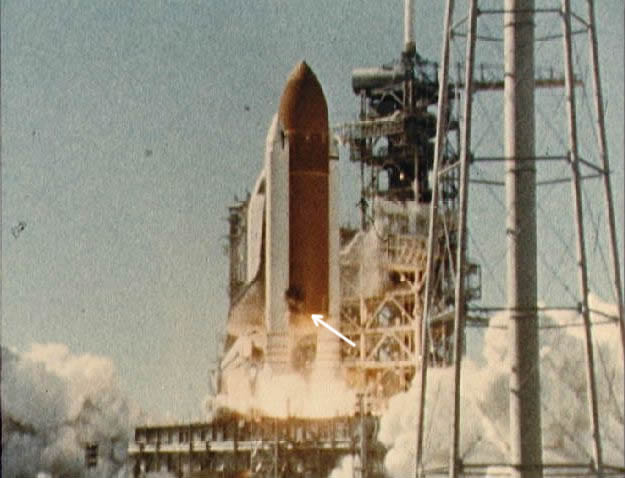
Fekete füstpamacs figyelhető meg a Challenger jobb oldali gyorsítórakétájának alsó csatlakozásánál, közvetlenül az elemelkedés után

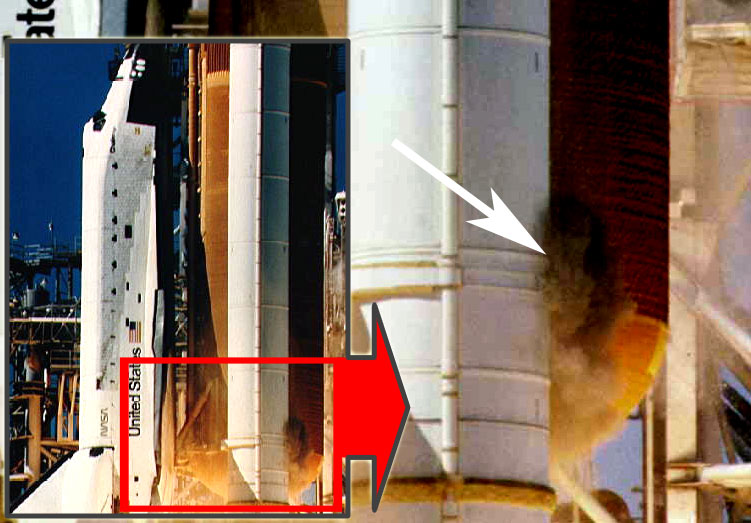
Egy másik kamera is rögzítette a füstöt

T+0 másodperc: MS 2: (Intercom) Ez az!
Megjegyzés: Beindulnak a szilárd hajtóanyagú gyorsítórakéták is.
T+1 másodperc: PLT: (Intercom) Indulunk!
Megjegyzés: A jármű elemelkedik az indítóállásról.
A problémák rögtön az első másodpercben elkezdődtek. A felszállást rögzítő film utólagos elemzésekor T+0,678 másodpercnél erős, sötétszürke füstgomolyagokat láttak feltűnni a jobb oldali SRB alsó bekötési csomópontja közelében. A füstpamacsok, összesen 8 alkalommal, egészen T+2,733 másodpercig látszanak előtűnni a rakétából, egyre sötétebb színben, ami a gumi O-gyűrű fokozatos átégésének jele, hogy aztán T+3,375-ig teljesen el is tűnjenek, illetve belevesszenek az emelkedő rakéta gázsugarába. Megvizsgálták a korábbi startok felvételeit is és ilyen jellegű jelenséget semelyik másik startnál nem sikerült megfigyelni, így ez a jelenség szorosan köthető volt a meghibásodáshoz, amely végül tragédiához vezetett. A felvételek tanúsága szerint a rakéta borítása kidudorodik a start okozta feszültségek következtében, és a fémalkatrészek elkezdenek egymáson kissé elhajlani, rést engedve a forró gázoknak – amelyek a start pillanatában 2760 °C-osak –. Ez a jelenség előfordult az előző startok alkalmával is, de akkor az elsődleges O-gyűrű elasztikusságánál fogva betöltötte a réseket és megfelelően tömített – még ha maga később károsodott is.
A jelenség nevet is kapott a korábbi startok megfigyeléseiből: extrúzió (kinyomódás). A megfigyelések egy másik jelenséget is ide kapcsoltak. Amikor extrúzió fordult elő korábban, az O-gyűrűk mindig megakadályozták a gázok kifúvását, mivel elasztikusságuknál fogva tömíteni tudtak, de közben károsodtak is, és a károsodás mértéke attól függött, milyen hosszan hatott az extrúzió. A hideg például, amely megkeményítette a gumit, meghosszabbította az extrúzió idejét is. A Challenger esetében a hőmérséklet volt a döntő tényező. A start reggelén olyan hideg volt, hogy a guminál fellépett az amorf anyagoknál megfigyelt ún. üvegesedési átmenet, az a folyamat, amikor az ilyen típusú anyagok merevvé, üvegessé válnak, és nem képesek betölteni azt a funkciójukat, amelyet a normál állapotokban a rugalmasságuk ad. Az elsődleges O-gyűrű így nem töltötte be a funkcióját, nem zárt le kellően (sőt merev állapotában sokkal hajlamosabb volt a sérülésre), és elengedte a gázokat a másodlagos O-gyűrűhöz, ám az a fém hajlása, csavarodása miatt maga sem volt képes tökéletes tömítésre, majd a sérülékeny gumi egy kb. 70°-os íven átégett, és utat engedett a forró gázoknak kifelé.
T+5 másodperc: DPS: Elemelkedés megerősítve.
T+6 másodperc: FD: Elemelkedés…
T+7 másodperc: CDR: Houston, Challenger fordulási program.
Megjegyzés: Miután az űrrepülőgép elhagyja az indítóállványt, egy manőversorozatba kezd: a függőleges felszállás és a pályára állás földfelszínnel vízszintes repülése közötti 90°-ot fordulással hidalják át, valamint az űrrepülőgép a földfelszínhez képest a hátára fordul. A fordulási program az első fázis végrehajtását jelenti.
T+11 másodperc: PLT: (Intercom) Gyerünk, kisanyám!
T+14 másodperc: MS 1: (Intercom) LVLH.
Megjegyzés: Az LVLH a Local vertical/local horizontal kifejezés rövidítése. Az LVLH az űrrepülőgép földhöz viszonyított állását határozza meg.
T+15 másodperc: MS 2: (Intercom) (Káromkodás) jó!
T+16 másodperc: CDR: (Intercom) Ez az!
T+19 másodperc: PLT: (Intercom) Úgy néz ki, szeles időnk van ma.
T+20 másodperc: CDR: (Intercom) Igen.

### Max Q pont
T+20 másodperc: Booster: Teljesítmény 94-re.
T+21 másodperc: FD: Kilencvennégy…
Megjegyzés: Mielőtt az űrrepülőgép elérné a hangsebességet, elkezdik visszavenni a hajtóművek teljesítményét 65%-ra. Erre azért van szükség, mert ilyenkor éri a szerkezetet a legnagyobb aerodinamikai terhelés (ezt hívják max Q pontnak). Miután ezen a ponton túljut a jármű, a teljesítményt újra 100%-ra növelik. A 94 most azt jelenti, hogy a hajtóművek teljesítménye 94%-ra csökken.
T+22 másodperc: CDR: (Intercom) Alig látok ki az ablakomon.
T+28 másodperc: PLT: (Intercom) Tízezer láb és 0,5 Mach.
Megjegyzés: 3000 méteres magasságban a hangsebesség fele az űrhajó sebessége.
T+35 másodperc: CDR: (Intercom) 0,9.
T+40 másodperc: PLT: (Intercom) Mach 1.0
Megjegyzés: 5800 méteres magasságban az űrhajó átlépi a hangsebességet.
Az emelkedő űrszerelvényt T+37 másodpercnél éri el az első szélnyírás, ami 27 másodpercig tart és jelentős erőkkel terheli a szerkezetet, tovább hajlítgatva mind az orbitert, mind a gyorsító rakétákat. A szélnyírás ereje nagyobb, mint amilyet bármelyik korábbi repülésen észleltek, és azzal járt, hogy a gyorsítórakétát érő vibráció és csavaróerő kimozdítja a helyéből a lerakódó alumínium-oxidot (a szilárd hajtóanyag égése során alumínium-oxid keletkezik, és ez a legtöbb esetbe lerakódva maga is plusztömítésként viselkedik a rakétaszegmensek között, azonban ez a szélnyírás hatására kipereg az illesztési résekből, egyedül az O-gyűrűkre hagyva a tömítés szerepét).
T+41 másodperc: CDR: (Intercom) Átlépjük a 19 000-et.
Megjegyzés: A magasság 19 000 láb (5800 méter).
T+43 másodperc: CDR: (Intercom) Rendben, a teljesítmény csökken.
Megjegyzés: A hajtóművek teljesítménye folyamatosan tovább csökken.
T+48 másodperc: Booster: Mindhárom 65-ön.
Megjegyzés: A hajtóművek teljesítménye elérte a 65%-ot.
T+49 másodperc: FD: Hatvanöt, FIDO.
T+50 másodperc: FIDO: T-del megerősíti a teljesítményt.
T+51 másodperc: FD: Köszönöm.
Megjegyzés: Az FD nyugtázza a 65%-ot, majd a FIDO-hoz fordul, hogy erősítse meg a kapott adatot, amit az meg is tesz.

### A végkifejlet

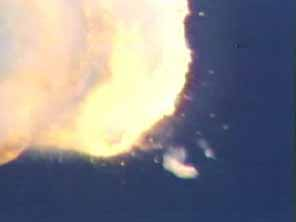
A televízióképen csak az látható, hogy a Challenger helyén egy tűzgolyó jelenik meg

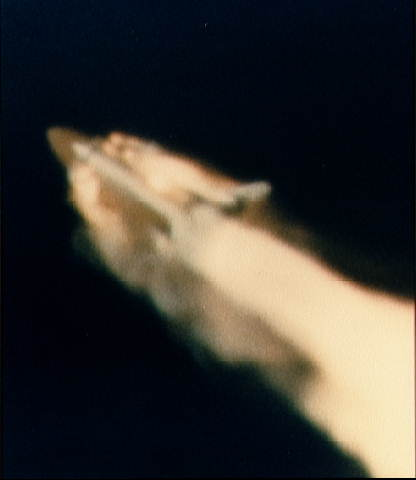
A katasztrófa pillanata, a főtartály összetörik, a kiáramló és elegyedő folyékony gázok pedig berobbannak

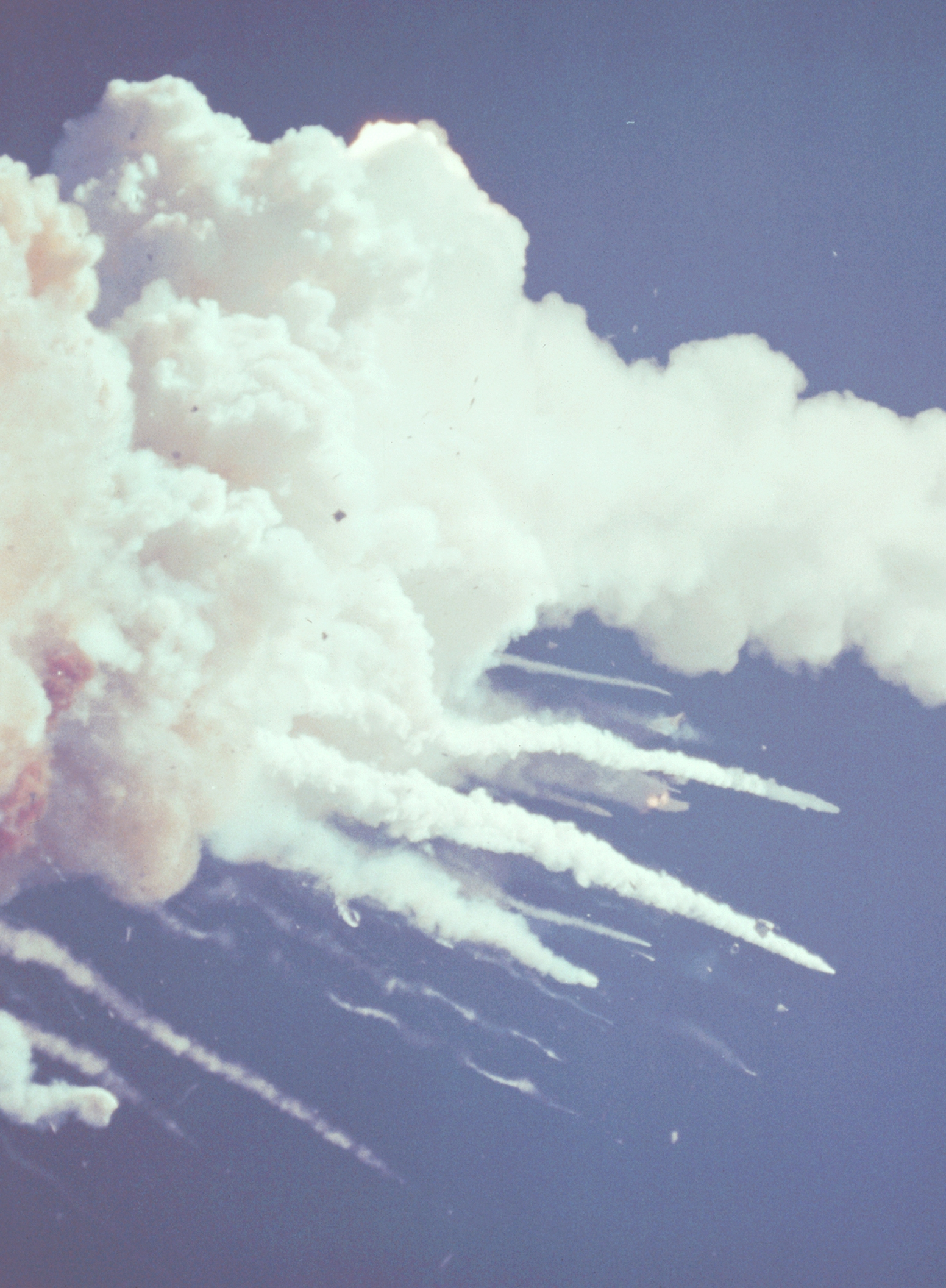
A darabjaira tört űrhajó egyes roncsdarabjai önálló pályán hullanak alá az égből

T+57 másodperc: CDR: (Intercom) Gyorsítás.
Megjegyzés: Miután a jármű elhagyta a max Q pontot, a hajtóművek teljesítményét újra növelni kezdik.
T+58 másodperc: PLT: (Intercom) Gyorsítás.
Az űrszerelvény átjutott a max Q ponton és a szélnyírás nagy részén, a rá ható erők nagy részben a legnagyobb hatást meg is tették – különös tekintettel a szélnyírásra, amely az oxidréteg kipergetésével a tragédia harmadik okozójává lépett elő, mivel vélhetően nélküle az oxidréteg kitartott volna és az emelkedés végéig tömített volna –, amikor a kamerák T+58,788 másodpercnél egy újabb jelenséget rögzítettek. A jobb oldali gyorsítórakéta alsó bekötési csomópontja környékén megjelent egy gyenge, majd egyre erősödő lángkifúvás. Erről sem az űrhajóban, sem a houstoni irányítóközpontban nem volt fogalma senkinek sem. Mindössze 1 másodperc kellett hozzá, hogy a láng jól kivehető és intenzív legyen, valamint, hogy a nyomás a növekvő lyuk miatt elkezdjen esni a gyorsítórakéta belsejében. A kamera T+60,238-nál vette fel, ahogy a láng végleg átégeti a gyorsítórakéta oldalát, és elkezdi nyaldosni a főtartály oldalát.
T+59 másodperc: CDR: (Intercom) Vettem.
T+60 másodperc: PLT: (Intercom) Az anyját, hogy megy! Woooohoooo!
T+62 másodperc: PLT: (Intercom) 35 000 és 1,5.
Megjegyzés: Magasság 35 000 láb (10 700 méter), sebesség 1,5 Mach.
T+65 másodperc: CDR: (Intercom) Nálam 486.
Miközben a repülés az űrhajósok és az irányítóközpont hite szerint simán, rutinszerűen halad tovább, a kamerák rögzítik T+64,660-nál, ahogy a lángcsóva formája hirtelen megváltozik, jelezve, hogy a láng átégette a főtartály cseppfolyós hidrogén tartályát, amely a főtartályon belül éppen alul, az SRB bekötési csomópontja mentén helyezkedik el. A telemetria mindössze annyit jelzett, hogy a fedélzeti számítógép a főhajtóművek szabályozásával megpróbálja kompenzálni a két gyorsítórakéta egyre kiegyenlítetlenebbé váló tolóerejét (a lyuk miatti nyomásesés miatt a jobb oldali rakéta tolóereje egyre csökken). T+66,764-nél a műszerek a főtartály hidrogén nyomásesését érzékelik, ami a rajta támadt lyuk hatása. A még mindig hamis biztonságban ülő irányítás a CAPCOM-on keresztül kiadja a parancsot a további gyorsításra.
T+67 másodperc: PLT: (Intercom) Igen, nálam is annyit mutat.
Megjegyzés: A sebességjelző-műszer 486 m/s-ot mutat.
T+68 másodperc: CAPCOM: Challenger, maximális teljesítmény.
T+70 másodperc: CDR: Vettem, maximális teljesítmény.
Megjegyzés: A CAPCOM utasítja a legénységet, hogy emeljék a tolóerőt ismét 100%-ra.
T+73 másodperc: PLT: (Intercom) Uh, őőő…
Megjegyzés: Ez volt az utolsó mondat, amit a fedélzeti hangrögzítő rögzített. Valószínűleg a másodpilóta érzékelte a nyomáscsökkenést a külső üzemanyagtartályban, és erre próbált reagálni. Egy tizedmásodperc múlva az űrrepülőgép darabokra hullott, és megszakadt az összeköttetés.
Az adatok szerint T+72,284-kor a jobb oldali gyorsítórakéta alsó bekötési csomópontja elszabadult, a telemetriai adatok szerint T+72,525-kor fellépett egy oldalirányú gyorsulás, amely alátámasztja a rakéta elszabadulását és más vektor felé kifejtett erejét. Ez egybeesett Michael J. Smith pilóta reakciójával – „Uh, öööö” – az utolsó rögzített kommunikációval a legénység részéről, amely feltételezések szerint annak szólt, hogy a legénység is érezte a nem várt irányú gyorsulást (más feltételezések szerint szólhatott annak is, hogy a főhajtóművek is furcsán kompenzálták az egyenetlen gyorsító rakéta teljesítményt, esetleg a főtartályban észlelt nyomásesésnek is).
T+73,124 másodpercnél a hidrogéntartály végképp felrepedt, és a kiáramló gáz nyomása által gerjesztett tolóerő hatására a tartály benyomult a külső főtartály felső részén elhelyezkedő oxigéntartályba. Ezzel egy időben a jobb oldali gyorsítórakéta kezdett elfordulni a még azt rögzítő felső bekötési csomópont körül, és kiszúrta a főtartályt az oxigén- és hidrogéntartály közötti részen. A főtartály ezen a ponton összeomlott, a két cseppfolyós gázt tároló tartály összetört, a bennük levő gázok összekeveredtek, majd begyulladtak, és egy tűzgolyóban robbanásszerűen elégtek, a tűzgolyó beborította az egész űrszerelvényt.
A törés T+73,162 másodpercnél ment végbe. Az összetört tartályt a félig csatlakoztatott SRB elkezdte hibás irányba tolni, a Challenger kezdett irányt változtatni, amitől a légellenállás hirtelen megnőtt, és kb. 20 g erők kezdtek hatni az orbiterre, amely jóval túl volt a tervezési tűréshatárt jelentő 5 g-n. A légerők nagyon hamar széttörték az orbiter szerkezetét (az űrrepülőgép a közhiedelemmel ellentétben nem robbant fel, nem ez jelentette a végzetét, hanem az abnormális légerők törték darabokra). A két gyorsítórakéta, amely jóval nagyobb terhelésekre volt tervezve, ekkor levált a főtartályról, és ellenőrizetlenül repült tovább. A tervezésükből és a jóval erősebb szerkezetükből fakadóan a két SRB túlélte a főtartály robbanását, bár a jobb oldali gyorsítórakéta működését erősen befolyásolta a korábban rajta támadt lyuk és az azon kiáramló gázok által keltett fals oldalirányú tolóerő.
Az űrrepülőgép legénységi kabinját is rendkívül erősre tervezték, így az is egy darabban vált le a Challenger törzséről, és tehetetlenül egy parabolaív mentén repült tovább. Az egyben levált kabin T+75,237-kor lépett ki a gáz- és tűzgolyóból, és tehetetlenségétől fogva egészen 20 km magasságig emelkedett, még körülbelül 25 másodperc alatt. A kabin repülését a kiszakadt és mögötte lebegő kábelezés és csövezés stabilizálta, ahogy elkezdett zuhanni az óceán felé. A kabin mellett természetesen a felrobbant és összetört szerkezet más darabjai is aláhullottak, és végül az Atlanti-óceánba zuhantak. Végül, T+110,250 és T+110,252 másodpercnél a Floridában szolgálatot teljesítő Range Safety Officer (Terület Biztonsági Vezető) működésbe hozta a két gyorsítórakétán levő önmegsemmisítő rendszert, amely felrobbantotta a két szerkezetet, így megóvva a szárazföldi lakott területeket, nehogy esetleg ide zuhanjanak a roncsok.

### Az irányítóközpont tevékenysége a balesetet követően

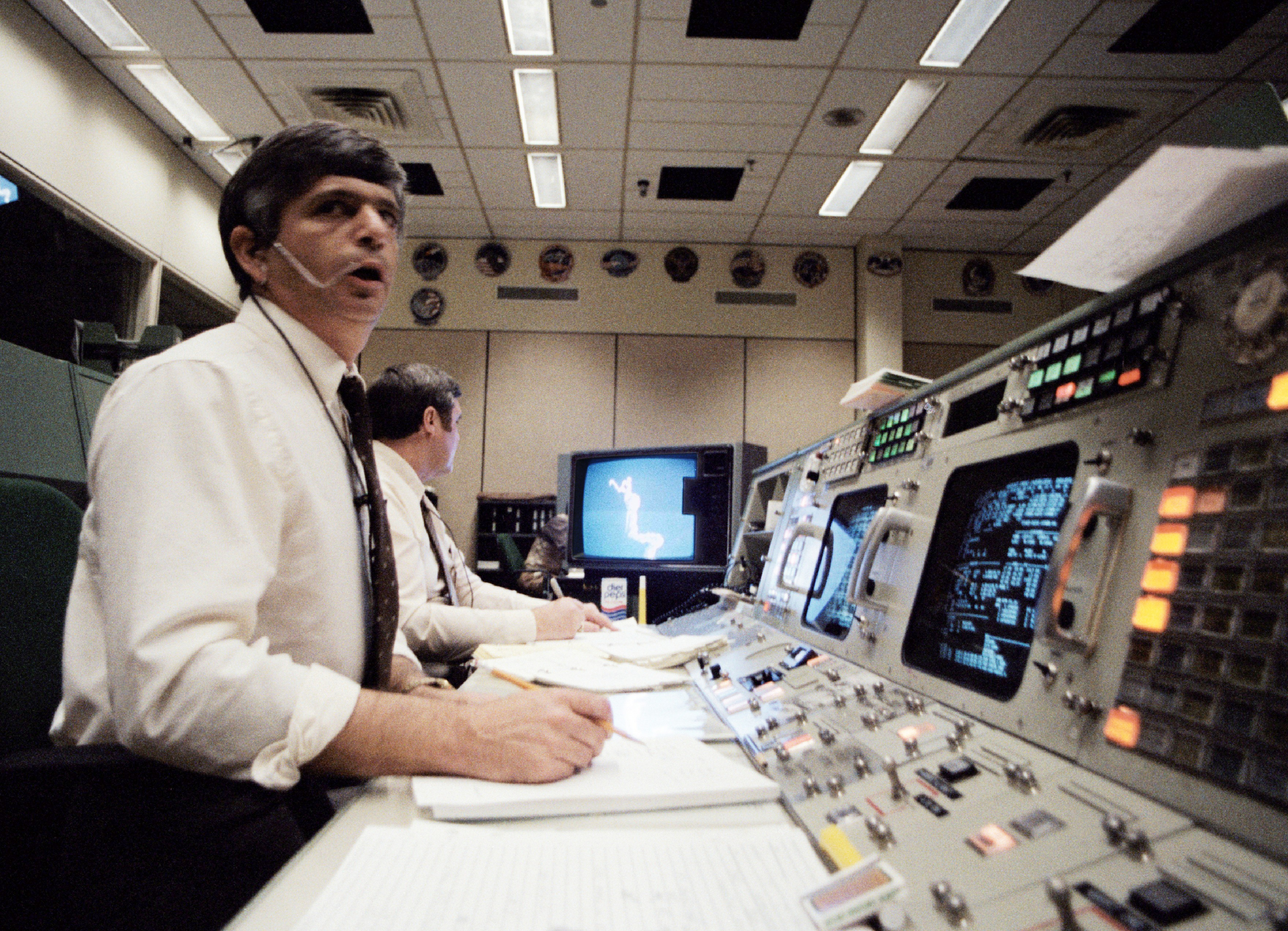
Jay Greene és Alan Briscoe repülésirányítók a monitorokat figyelik a baleset bekövetkezte után

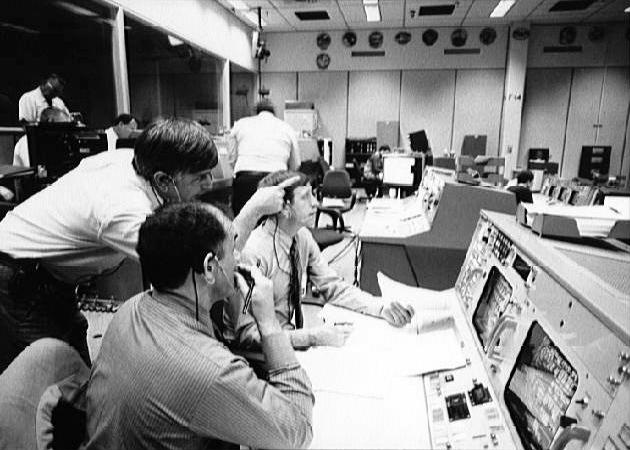
Az irányítóközpont

Az űrjármű pusztulásának pillanatában a rádióban egy erős statikus recsegés hallatszott, majd a televíziós monitoron látszott, amint az emelkedő Challenger helyén egy füstből és az oxigén, illetve hidrogén elégésekor kondenzálódott vízpárából álló felhő jelenik meg, majd törmelék kezd hullani az óceán felé. Összesen 16 másodperc telt el a Challenger szétesése és aközött, hogy a houstoni irányítás realizálta, hogy valami történt, ekkor kezdte a Repülésigazgató kérdezni a szakterületek irányítóit, hogy mit észlelnek.
T+89 másodperc: FD: FIDO, pálya.
T+90 másodperc: FIDO: Mondjad.
T+91 másodperc: FD: Pálya, FIDO.
T+92 másodperc: FIDO: FD, FIDO, a [radar]szűrők több különálló forrást jeleznek. Működünk.
Megjegyzés: A FIDO jelenti az FD-nek, hogy a radaron több objektum képét látja, ez a tragédia irányítás általi felismerésének első momentuma.
T+94 másodperc: GC: FD, GC, nincs kapcsolat, elvesztettük az adatkapcsolatot.
Megjegyzés: A GC jelenti az FD-nek, hogy nem érkezik adat az űrrepülőgépről, azaz egy másik irányból is megerősítik az irányítók a katasztrófa tényét.
T+96 másodperc: FD: OK, mindenki figyeljen az adataira.
Az irányítás vezetője Jay Greene utasította az összes irányítót, hogy mindenki figyeljen az adataira, amellyel arra utalt, hogy keressék bármilyen jelét, hogy az orbiter átvészelte a balesetet, és megjelenik valamilyen jelzés erre vonatkozólag az érzékelők által.
T+98 másodperc: FIDO: FD, FIDO, amíg vissza nem térnek az adatok, addig csak ő dönthet a megszakításról.
Megjegyzés: A FIDO itt az űrrepülőgép parancsnokára hivatkozik.
T+101 másodperc: FD: Procedúra, valami javaslat?
T+102 másodperc: Procedúra: Negatív, FD, nincs adat.
Az események sorában következő lépést az RSO, azaz Floridában, a felbocsátás helyszínén szolgálatot teljesítő irányító tette meg, aki úgy ítélte meg, hogy az irányítatlanul továbbrepülő két gyorsítórakéta esetleg a szárazföld felé fordulhat és ott lakott területekre zuhanhat, így működésbe hozta a szerkezetekbe épített önmegsemmisítő robbanószerkezetet, és megsemmisítette a két rakétát (még annak árán is, hogy később a lehulló és az óceánból kihalászott roncsok értékes információkat szolgáltathattak volna a meghibásodásról). A robbanás meglehetősen kicsi volt, mivel a két rakétában már alig volt éghető hajtóanyag, mivel a 110 másodperc, az önmegsemmisítés idejére a rakéták amúgy is éppen kiégtek volna normál üzemmódban is.
T+121 másodperc: GC: FD, GC, nincs adatkapcsolat.
T+122 másodperc: FD: Vettem.
T+128 másodperc: PAO: Nincs adatkapcsolat.
T+145 másodperc: FIDO: FD, FIDO.
T+146 másodperc: FD: Mondjad.
T+147 másodperc: FIDO: Az RSO jelenti, hogy a jármű felrobbant.
Megjegyzés: A houstoni irányítás megkapja az első helyszíni hivatalos megerősítést a baleset tényéről.
Mindeközben a felbocsátást kísérő közvélemény számára Steve Nesbit Public Affair Office (Sajtófőnök) számolt be a katasztrófáról elsőként: „...az irányítók nagy körültekintéssel figyelik a kialakult helyzetet. Ez nyilvánvalóan egy komoly meghibásodás. Nincs adatkapcsolatunk az űrhajóval”.
T+158 másodperc: FD: Vettem. FIDO, van valamilyen jelentés a mentőegységektől?
T+160 másodperc: FIDO: Egy pillanat.
T+165 másodperc: FD: GC, minden egység, rendkívüli esemény eljárás érvényben.
Jay Greene repülésvezető kb. három perc múltán elrendelte a rendkívüli esemény esetére előírt eljárást: ennek keretében az irányítóközpont ajtajait bezárták, innentől senki sem ki, sem be nem mehetett a terembe, mindenféle ki- és bejövő telefonos kommunikációt megszakítottak, és egy ellenőrzőlista mentén minden irányítónak el kellett végeznie az adatok mentését, gondosan ügyelve rá, hogy az adatmentés pontosan, hiány nélkül megtörténjen és el legyen tárolva. Steve Nesbit pedig a következő közleményt adta ki a külvilág számára: „Jelentést kaptunk a Flight Dynamics Officertől, hogy az űrjármű felrobbant. A repülésirányítás vezetője megerősítette ezt. A mentőosztagokra várunk, hogy meglássuk, mit tehetünk a továbbiakban.”

### A legénység további sorsa
A Space Shuttle rendszer nem rendelkezett a repülés során használható mentőrendszerrel. A legelső négy repülésen, amelyet tesztrepülésnek minősítettek és amelyek mindegyikén csak kétfős személyzet repült, még alkalmaztak módosított SR–71 Blackbird katapultüléseket (és teljesen hermetikus szkafandert), melyeket azonban később kiszereltek. Ennek két oka volt. Egyrészt úgy gondolták, hogy az űrrepülőgép mint rendszer olyan fokú megbízhatóságú lett a fejlesztések révén, hogy egyszerűen nem lesz rá szükség. A másik ok, hogy nagyobb létszámú személyzet esetén a többfedélzetes személyzeti elhelyezés lehetetlenné teszi katapultülések alkalmazását. Ennek ellenére folytak kísérletek alternatív mentőrendszerek kiépítésével is, ám ezek konklúziója a következő volt: „korlátozottan használható, technikailag túl bonyolult és felesleges dollárokba, többletsúlyba vagy időbe kerül az alkalmazásuk”. Egyébként a Challenger-katasztrófát követően ismét felmerült egy mentőrendszer esetleges szükségessége, fontolgattak is különböző formációkat (katapultülések, mentőrakéták vagy az űrsikló hasán át való mentést), ám a végkövetkeztetés ismét ugyanaz volt, miszerint az áttervezés magával rántana egy sor más rendszert, feleslegesen sok időt és pénzt igényelne, miközben változatlanul korlátozott lenne a használhatósága.
A legénységi kabin elméletileg egy megerősített, robusztus szerkezet volt az űrsikló egészén belül, és a megfigyelések szerint egyben vált le az űrhajó testéről. Ráadásul elemzések szerint sem az egész szerkezet pusztulásakor, sem a kabin leválásakor nem hatottak olyan erők, amelyek alkalmasak lettek volna komolyabb kárt tenni a legénységben, amely azt sugallja, hogy a legénység túlélte magát a balesetet. Megfigyelések szerint a kabin egyben levált, majd szabadesésben hullott alá az óceán felszínéig, miközben túlélhető 4 g erők hatottak rá legfeljebb. A legénység további túlélés melletti érv az volt, hogy a vizsgálók a Személyi Vészhelyzeti Lélegeztető Csomagok (PEAP – Personal Egress Air Pack) közül néhányat aktivált állapotban találtak meg. Ezek a szerkezetek hat percig voltak képesek ellátást biztosítani a légzéshez, kizárólag vészhelyzet esetén. Smith és még két meg nem nevezett űrhajós PEAP-csomagja volt aktivált állapotban, Scobee-é azonban nem. Ezen eszközök egyébként nem szerepeltek a repülés közben használható eszközök között, így kiképzés sem vonatkozott rá, hogy ilyen helyzetben hogyan alkalmazzák. Ráadásul Smith csomagjának az aktiválógombja olyan helyen volt (az ülése hátulján), ami azt feltételezte, hogy vagy Resnik vagy Onizuka hozta azt működésbe. Az aktivált csomagokban megmaradt és a roncsok közül kimentett tartályok analízise egyébként azt mutatta, hogy hiányzott belőlük levegő, mégpedig nagyjából azzal arányosan, amennyi idő az aktiválásuk és a becsapódás között telt el.
A roncsok utólagos analízise még egy nyomot szolgáltatott a „túlélő legénység” feltételezése mellett. A másodpilóta Smith jobb oldalán levő konzolokon volt néhány kapcsoló, amelyet a repülés közbeni állásból átállítottak. Egyrészt a kapcsolók emelőzárakkal voltak biztosítva, másrészt elemzések szerint sem a robbanás, sem más erőhatások nem lettek volna képesek átbillenteni őket, és az emelőzár miatt azt feltételezték, hogy Smith-nek kellett átkapcsolnia őket abbéli igyekezetében, hogy – hiábavalóan – megpróbálja visszaállítani az áramellátást az űreszköz testéről leszakadt legénységi kabinban.
Az egyik legátfogóbb és perdöntőbb analízist a témában Richard H. Truly altengernagy, a NASA űrrepülésért felelős elnökhelyettese és későbbi NASA-főigazgató tette közzé, és Joseph P. Kerwin űrhajós-orvos munkája volt. Kerwin relativizálta jelentésében az űrhajósok túlélését, és a kabin esetleges kihermetizálódását állította középpontba mint perdöntő eseményt. Természetesen nem lehet tudni, hogy a kabin, amikor levált a törzsről, annyira egyben maradt-e, hogy sehol semmilyen repedés nem keletkezett a falán, és ennél a pontnál ketté is válnak Kerwin feltételezései. Amennyiben a kabin ép maradt, akkor esély van arra, hogy a legénység egészen a vízbecsapódásig (amely nagyjából 2 perc 45 másodperccel a robbanás után történt meg) vélhetően életben volt. Amennyiben a kabinon valamilyen sérülés keletkezett, amelyen át a belső levegő ki tudott szökni, a 15 kilométer magasságban uralkodó légnyomáson a legénység nagyon hamar eszméletét vesztette volna, és ilyen állapotban érte volna el a vízfelszínt. Ezen az előzőekben említett aktivált PEAP-rendszerek vagy kapcsolók sem változtattak, mivel Kerwin feltételezése szerint azok lehettek ösztönös vagy véletlen reakciók a személyzettől. Egy dolog biztos volt azonban: a vízbe zuhanás mindenképpen végzett volna bárkivel, aki még él. A zuhanás végén a kabin 333 km/h sebességgel csobbant az óceánba, a benne helyet foglalókra pedig kb. 200 g lassulási erő hatott, amely semmiképpen sem élhető túl.

## Mentési munkálatok

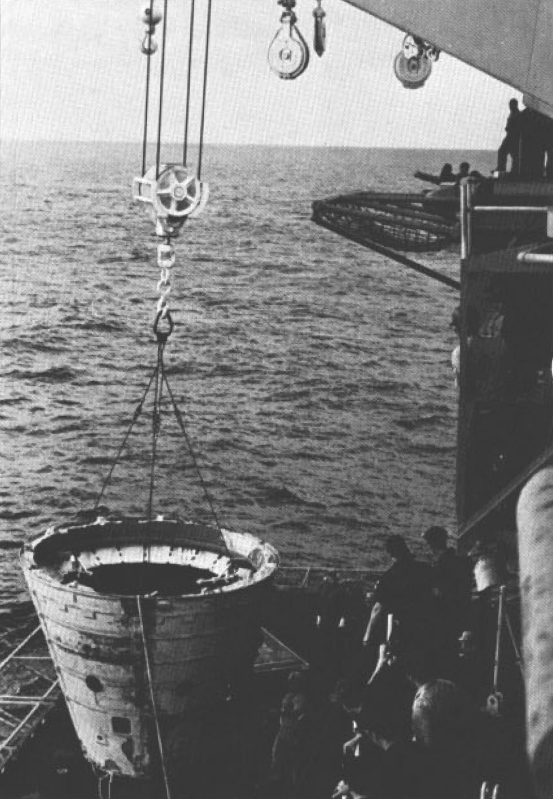
A Guam helikopter-hordozó a fedélzetére veszi az óceánból kiemelt egyik roncsdarabot

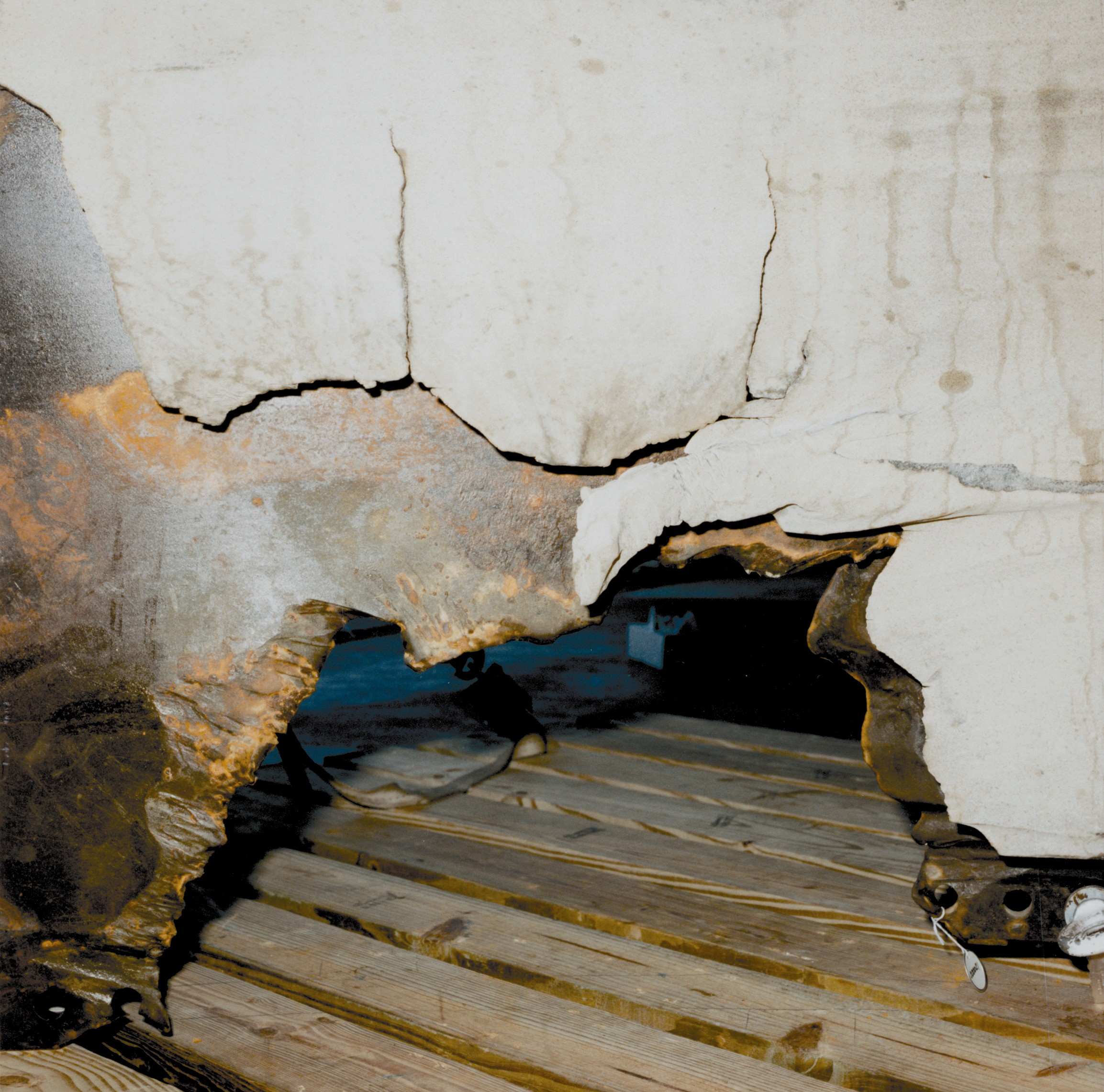
Az egyik legfontosabb kimentett roncsdarab, a jobb oldali SRB alsó bekötési pontja körüli szekciója, félkör alakú lyukkal, amit minden bizonnyal a lángkifúvás égetett ilyenre

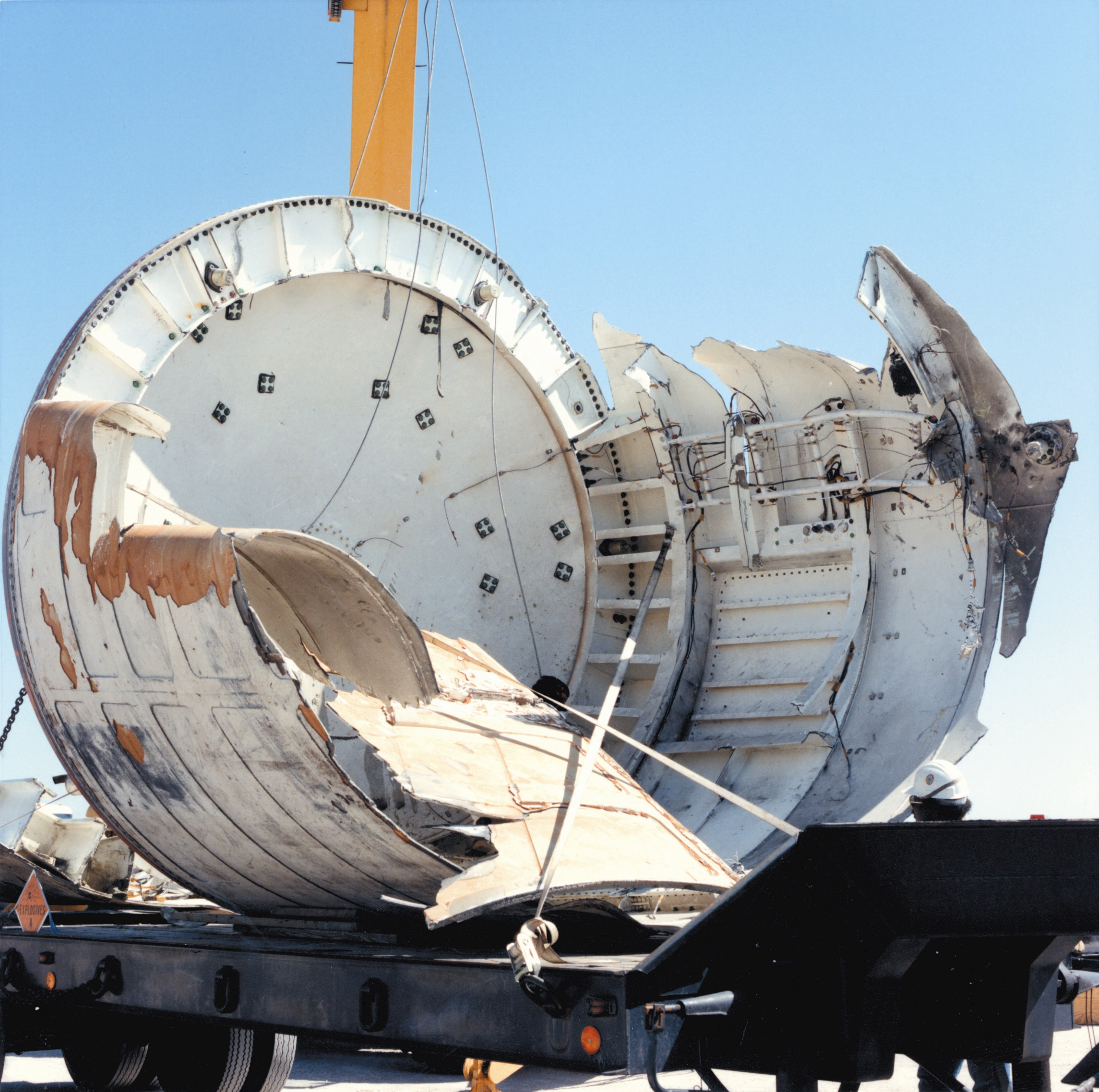
A roncsmentés során összegyűjtött gyorsítórakéta darabjai

A mentési akciót percekkel a tragédia után elrendelte a NASA Indítási Mentés Igazgatója (Launch Recovery Director) azzal, hogy a vízre érkezés helyszínére rendelte a szokásosan a vízre szálló gyorsítórakéták begyűjtésére használt hajókat. Ezzel párhuzamosan a kutatás-mentési feladatokra használt repülőgépeket is a katasztrófa helyszínére rendelték. Ugyanakkor, mivel a roncsok még mindig hullottak alá az égből, nagyjából egyórányi időtartamra a korábban a gyorsítórakétákat megsemmisítő RSO lezárta a közvetlen kihullási zónát, és csak akkor engedték a hajókat és repülőgépeket oda, amikor számukra és a rajtuk dolgozók számára biztonságossá vált a roncsövezet megközelítése. Az RSO egy óra elteltével engedélyezte ezt a munkát a mentőegységek részére.
A mentési művelet első fázisa 1986. február 7-ig tartott, és a NASA nevében eljáró Védelmi Minisztérium, valamint a Parti Őrség közösen végezte el. A műveletek főként vízfelszíni kutatásban merültek ki. A műveletek kiterjedtségére jellemző, hogy a Parti Őrség úgy jellemezte a munkát, mint „a legnagyobb kiterjedésű felszíni keresés, amelyben valaha részt vettek”. A keresés ebben a fázisban két fő területre koncentrálódott, a roncsok és a személyzet maradványainak mentésére. Hogy az amatőr roncskeresőktől védjék a műveletek sikerét, a NASA nem hozta nyilvánosságra a keresési terület pontos elhelyezkedését, és megpróbált mindent a legnagyobb titokban tartani, amelynek érdekében például a műveletek saját kódnevet kaptak a rádióforgalmazásban, így például a legénységi kabin keresése „Target 67”, míg a legénység tagjainak holtteste iránti keresés a „Tom O'Malley” kódnevet kapta. A műveleteket övező érdekesség, hogy a Cape Canaveral körüli RadioShack rádióamatőr boltokból hamar elfogyott az összes olyan készülék, amellyel a Parti Őrség hajóinak frekvenciáját lehetett fogni. A mentés második fázisában egy külön erre a célra felállított Kutató, Mentő és Helyreállítási Csoport vette át a feladatot a két fegyveres testülettől, amelynek feladata minél több roncsdarab megtalálása volt, amely később segíthetett a baleset okainak pontosabb meghatározásában. Ez a csapat már részben a víz alatt is kereste a roncsokat szonárok, búvárok, távirányítású és ember irányította tengeralattjárók segítségével. A keresés mintegy 1670 km²-re terjedt ki, és a mélység 21–370 méter közötti sávjában folyt a munka. 1986. március 7-én az Preserver kutatóhajó búvárai felfedeztek egy objektumot az óceánfenéken, amely jó eséllyel a legénységi kabin maradványainak mutatkozott. A felfedezést, benne azt a tényt, hogy megtalálták a legénység tagjainak holttestét, másnap megerősítették, és március 9-én hivatalosan is bejelentette a NASA a sajtónak. A kabin rossz állapotban volt, végletesen összetört, a búvárok elmondása szerint „egy nagy rakás törmelék volt, amelyből vezetékek lógnak ki”. A legnagyobb ép darab a hátsó fal egy darabja volt, rajta a raktérajtóval és a légzsilippel. Az ablakok mind betörtek, csak kis szilánkok meredeztek az ablakkeretekből. A becsapódás ereje a bal oldalon látszott a legnagyobbnak, jelezve, hogy a kabin orral előre, a bal oldalával ért vizet.
A kabin összetört darabjai között megtalálták a legénység mind a hét tagjának holttestét is, amelyek azonban a több mint egy hónapnyi vízben töltött idő miatt eléggé rossz állapotban voltak. Judith Resnik volt az első, akinek a testét kiemelték, őt követte Christa McAuliffe, majd néhány órán belül sor került az összes testre, kivéve Gregory Jarvis testét, amely a mentési munkálatok közben kilebegett a roncsok közül. Közben kisebb közjáték zavarta meg a munkálatokat, amikor a haditengerészet búvárai egy ponton megtagadták a munkát, mivel annyi éles fémdarab állt ki a roncsok között, hogy az rendkívül veszélyes volt rájuk nézve, és azt mondták, csak a kabint egy hajó fedélzetére emelve szabad folytatni a feltárást és a holttestek kiemelését. Jarvis testének keresésére külön akció indult. Előbb valaki látta a tenger felszínén lebegni a testet, majd másnapra vélhetően már elsüllyedt, és Robert Crippen űrhajós bérelt saját költségén egy halászhajót, amivel a keresésére indult, hogy aztán április 15-én, már a keresési műveletek végén a tenger fenekén megtalálja a testet, nagyjából 1,3 kilométerre a kabin megtalálási helyétől.
A NASA orvosai megtartották a legénység tagjainak halotti vizsgálatát, de a holttestek rossz állapota miatt nem lehetett meghatározni a haláluk közvetlen okát. Később ünnepélyes külsőségek között szállították el az emberi maradványokat. A hét űrhajós testét hét halottaskocsi szállította a Cape Canaveralen levő Life Sciences Facility (Élettani Tudományok Intézete) egy az űrrepülőtér kifutópályáján várakozó MAC C–141 teherszállítóhoz, mindegyik koporsót az amerikai lobogóval lefedve és a díszőrség egy tagjától, valamint egy űrhajóstárstól kísérve. A kísérő űrhajósok Dan Brandenstein, James Buchli, Norm Thagard, Charles Bolden, Tammy Jernigan, Dick Richards és Loren Shriver voltak. Ezt követően a repülőgép a delaware-i Dover Légitámaszpontra repült, ahol a földi maradványokat átadták a családoknak.
A legénység földi maradványainak megtalálása mellett a másik nagy kutatási cél a roncsok minél szélesebb körű összegyűjtése volt, hogy minél pontosabban meg lehessen belőlük határozni a történéseket és kizárni, vagy megerősíteni lehessen az egyes baleseti szcenáriókat. Az egyik ilyen teória volt, hogy a külső tartály önmegsemmisítő töltete robbant fel magától, véletlenül, ám a töltetek sértetlenül való megtalálása hamar kizárta ezt a teóriát. Ugyanígy sikerült kizárni az űrrepülőgép főhajtóműveiből eredő tüzet az okok közül, mivel a három főhajtóművet is sikerült viszonylag épen megtalálni, és bár a vízbe csapódás károsította őket, azok még mindig a tolóerőt az űrhajóra átvivő szerkezethez voltak csatlakoztatva. Az égésnyomok egy nagyon oxigéndús hajtómű leállásról tanúskodtak, mivel a főtartály összeomlásakor először a hidrogénbetáplálás szűnt meg. Megtalálták az 1-es és 2-es hajtómű adatrögzítőjét is, amelyek analízise azt mutatta, hogy mindkettő a repülés 72. másodperce környékén a hajtóanyag kifogyása miatt állt le. Emiatt a hajtóművek abnormális működése vagy tüze is kizárható volt a lehetséges okok közül.
A rakománnyal kapcsolatos anomáliákat is ki lehetett zárni, A megtalált TRDSS műhold roncsain is csak olyan sérülések nyomai voltak, amelyek az űrhajó szétesésekor, illetve a vízbe csapódáskor érték, így például sértetlenül megtalálták a műhold pályabeállításához szükséges hajtóanyag tartályait, ezért kizárható volt annak az idő előtti robbanása.
A legértékesebb találatot a gyorsítórakéták jelentették. A megtalált SRB-darabokon nem találták robbanás nyomát – leszámítva az önmegsemmisítő rendszer robbanása által okozottakat –, sem a hajtóanyag öngyulladásának nyomát. Rövid időre felmerült, hogy az önmegsemmisítő töltetek aktiválódtak véletlenül idő előtt, ám ezt a telemetriai adatok és az RSO aktiválási parancsa hamar kizárták. Felmerült az is, hogy esetleg maga a gyorsítórakéta vált le hamarabb a kelleténél, de a telemetriai adatok hamar kizárták ezt a gyanút is. Azt is hamar kizárták a képfelvételek és telemetriai adatok, hogy a gyorsítórakéta valamilyen strukturális hibája okozta volna a bajt, mivel a rakéta az önmegsemmisítő okozta károsodáson kívül ép volt. Egyedül az alsó bekötési csomópont közelében figyeltek meg nagyobb, égés okozta károsodást, ami összefüggésben volt az O-gyűrű károsodásával.
Telemetriai adatok mutatták, hogy a jobb oldali SRB az alsó bekötési csomópont leoldása után elszabadult és beleütközött a nagy külső tartályba. Sajnos a filmfelvételekről nem sikerült a konkrét ütközési pontot meghatározni, valamint a külső tartálynak az adott szekció(k)ból származó roncsait sem sikerült megtalálni, a jobb oldali gyorsítórakéta megtalált darabjainak elemzése azonban azt mutatta, hogy a P12-es külső üzemanyagtartály törzskereténél történt az ütközés. Ezt megerősítette, hogy a jobb oldali gyorsítórakéta orrkúpján sérüléseket találtak, miközben a bal oldalin ilyen nyomok nem voltak felfedezhetők. Emellett az orbiter megtalált jobb szárnyán is találtak sérüléseket és égésnyomokat, amelyek minden bizonnyal a neki ütköző SRB-től származtak.
A mentési műveletek 1986. május 1-re értek el odáig, hogy elegendő roncsot gyűjtöttek össze és vizsgáltak meg (különös tekintettel a jobb oldali gyorsítórakétára) ahhoz, hogy a legtöbb korábban felvázolt baleseti okot kizárják és a végül végzetes eseménysort rekonstruálni tudják. A fő keresési műveletek ekkor leálltak, csak eseti jelleggel, a sekély vizes területeken folyt tovább szórványos keresés, amely azonban már nem kapcsolódott szorosan a vizsgálathoz, inkább már csak az volt a cél, hogy a megtalált roncsok analízisével a NASA adatokhoz jutott a felhasznált anyagok viselkedésére vonatkozóan a későbbi űrhajóépítéshez és karbantartásokhoz. A roncsgyűjtés során 14 tonnányi roncsot, törmeléket gyűjtöttek össze, amely magába foglalta a Challenger 45%-át, az utaskabin 95%-át és a rakomány 35%-át, a többit elveszettnek nyilvánították. A tenger még később is mosott partra különböző maradványokat, így például 1996. december 17-én, közel 11 évvel a baleset után is találtak két nagyobb darabot a Challengerből a Cocoa Beach-en. Ezekre a később felbukkanó roncsokra törvényt is hozott az Egyesült Államok Törvényhozása, miszerint tilos birtokolni bármilyen a Challengerből származó tárgyat, és ha bárki ilyet találna, azt köteles beszolgáltatni a NASA-nak.
A vizsgálat lezárultával a Challenger összes roncsát a Cape Canaveral Air Force Station 31. számú rakétaindító helyén egy használaton kívül helyezett Minuteman rakétasilóba temették.

## A katasztrófát követő események

### A Fehér Ház reakciója

Ronald Reagan és felesége, Nancy Reagan részt vesz a családtagokkal és más meghívottakkal Houstonban a Challenger legénységének gyászszertartásán

Érdekes egybeesés volt, hogy Ronald Reagan elnök éppen a Challenger startjának estéjén szerette volna a szokásos éves elnöki beszédét, a State of the Union évértékelését megtartani, de ez az esemény a tragédia miatt elmaradt. Miután az elnök konzultált a tanácsadóival, a beszédet 1986. február 4-re halasztották el, aznap este pedig a Fehér Ház Ovális Irodájából Reagan elnök kizárólag a Challenger-katasztrófával összefüggésben tartott televízióbeszédet a nemzethez. A beszédet Peggy Noonan elnöki beszédíró, a The Wall Street Journal újságírója írta, és egyes felmérések beválogatták a 20. század legjelentősebb beszédei közé. Reagan elnök a következő sorokkal zárta (amely egyébként John Gillespie Magge verséből vett idézet):

„Sohasem feledjük őket, sem az utolsó pillanatot, amikor még láttuk őket, ahogy az űrutazásukra készülődtek, búcsút intettek, majd 'kicsusszantak a Föld nyers öleléséből, hogy megérintsék Isten arcát'.”

Három nappal később Reagan elnök a First Lady, Nancy Reagan kíséretében részt vett a houstoni Johnson Űrközpontban rendezett gyászszertartáson, ahol szintén beszédet mondott, amelynek záró soraiban a következőket mondta:

„Néhanap, amikor a csillagok felé nyújtózkodunk, nem érjük el őket. De ilyenkor muszáj összeszedni magunkat és újra próbálkozni, annak ellenére, hogy még fájdalmat érzünk.”

A szertartáson részt vett és a beszédet végighallgatta kb. 6000 NASA alkalmazott és kb. 4000 meghívott vendég, köztük az odaveszett legénység családtagjai is. Az ünnepség kereteiben a légierő zenekara a God Bless America (Isten áldd meg Amerikát) taktusait játszotta, és a NASA T–38-as repülőgépeiből álló kötelék húzott át az emberek feje felett az ún. Missing Man Formation (Hiányzó ember formáció) bemutatásával tisztelegve az elhunytak felé.
Később napvilágot láttak olyan feltételezések, hogy a Fehér Házból érkező politikai nyomás is szerepet játszott abban, hogy a NASA a kedvezőtlen időjárási körülmények között engedélyezte a startot, mivel az elnök állítólag az esti State of the Union beszédében akart említést tenni a sikeres Challenger-startról is. Ennek keretében szó esett volna a feltételezések szerint a sikeres startról, Christa McAuliffe szerepéről a debütáló „Tanár az űrben” programban, mint a „legmesszebbre vezető terepgyakorlat egy amerikai iskolai tanár életében”. 1986 márciusában a Fehér Ház közre adta az eredetileg aznapra szánt beszéd egy írott példányát, amelyben ezeknek nem volt komoly nyoma. A beszéd említette volna a Challengert egyetlen röntgenkísérlet erejéig, amelynek tervezője megtiszteltetésként hivatalos volt a beszéd meghallgatására a közönség soraiban, de ezen kívül más összefüggésben sem az űrhajó startja, sem a NASA nem került volna említésre. Voltak ugyan valóban tervek a NASA, a start vagy Christa McAuliffe említésével kapcsolatban, ám ezek a témák – terjedelmi okokból – elakadtak a beszéd összeállításában közreműködő kabinettitkár, Alfred H. Kingon asztalán. A február 4-re halasztott, addigra átírt beszédében azonban Reagan megemlítette a hősi halált halt Challenger legénységét és a kérdéses röntgenkísérletet, amelyet csak úgy említett az elnök, mint ami „elindult, majd odaveszett”.

### A temetés
A legénység kutató-mentő egységek által felszínre hozott holttesteit 1986. április 29-én adta át ünnepélyes keretek között a családoknak a NASA a delaware-i Dover Légitámaszponton. Három űrhajós, Judith Resnik, Dick Scobee és Michael J. Smith temetésére az Arlingtoni Nemzeti Temetőben került sor, ahol koporsós temetésben részesültek. Ellison Onizukát Hawaiin, a Honoluluban levő Csendes-óceáni Nemzeti Emlékhely Temetőjében helyezték örök nyugalomra. Ronald McNair Lake City-ben a Pázsitos Nyughely Emlékparkban lelt végső nyugalomra. Christa McAuliffe szülővárosában, a New Hampshire-beli Concordban kapott nyughelyet a helyi Calvary Temetőben. Végül Gregory Jarvis testét hamvasztották, majd hamvait a Csendes-óceánba szórták. A legénység tagjainak azonosíthatatlan maradványait pedig az Arlingtonban levő Challenger Emlékhelyen közös sírba helyezték 1986. május 20-án.

## A vizsgálat
Egy olyan nyitott társadalomban, mint az USA, mindenki azonnal kíváncsi volt az okokra, hogy miért történhetett a katasztrófa. A közvélemény híréhségét a média próbálta kiszolgálni, de természetesen a hivatalos szerveknek is szüksége volt az események beható ismeretére. A NASA szorult helyzetben volt ebben a témában. Egyrészt a szabályzatok, kialakult protokollok nem engedték, hogy egy vizsgálat végéig részinformációkat adjon közre – amellyel kapcsolatban az újságok komoly kritikával is illették az űrügynökséget, és saját szakállukra, a legtöbbször találgatásokból felépített, téves teóriákat gyártottak. Másrészt, még az Apollo–1 idejéből volt egy olyan, akkor kialakult rend, hogy az űrhivatal maga indított belső vizsgálatot, igaz, az akkori amerikai elnök engedélyével. Ronald Reagan ezzel ellentétben azonban független vizsgálatot akart, és nem engedte a NASA-nak magának, hogy belekezdjen a baleset felderítésébe. Reagan elnök 1986. február 3-án jelentette be, hogy bizottságot állított fel a Challenger balesetének kivizsgálására.

### A vizsgálóbizottság
A Challenger Űrrepülőgép Balesetét Vizsgáló Elnöki Bizottság (Presidential Commission on the Space Shuttle Challenger Accident) vagy más néven a Rogers-bizottság (a bizottság elnöke után) feladata volt a baleset körülményeinek és okainak kivizsgálása. Tagjai: William Rogers (a bizottság elnöke, volt külügyminiszter, ügyvéd), Neil Armstrong (a bizottság alelnöke, egykori űrhajós, a Computing Technologies for Aviation cég elnökségének a tagja), David Acheson (az Atomenergia Bizottság korábbi tagja, Washington D.C. korábbi főügyésze), dr. Eugene Covert (mérnök, tanár, az MIT professzora), Richard Feynman (Nobel-díjas fizikus), Robert Hotz (újságíró, publicista, korábban katonai pilóta), Donald Kutyna vezérőrnagy (a légierő pilótája, a Space Systems and Command, Control, Communications igazgatója), dr. Sally Ride (űrhajós, fizikus), Robert Rummel (mérnök), Joseph Sutter (repülőmérnök, a Boeing ügyvezető-igazgatója), dr. Arthur Walker (csillagász), Albert Wheelon (fizikus, a Hughes Aircraft Company ügyvezető-igazgatója) és Chuck Yeager dandártábornok (a Nemzeti Űrkutatási Bizottság tagja, korábban a Légierőnél tesztpilóta).
A bizottság négy hónapnyi munka után, 1986. június 6-án adta át Reagan elnöknek a 2872 oldalas jelentését, amit szinte azonnal közzétettek. A jelentés végigkövette a baleset eseményeit, megnevezte a balesethez vezető közvetlen és közvetett okokat, és ajánlásokat fogalmazott meg a NASA felé azokra a technológiai és szervezeti átalakításokra, amelyekkel a későbbi Shuttle-repülések során elkerülhetők a hasonló események.

#### A baleset eseménysora

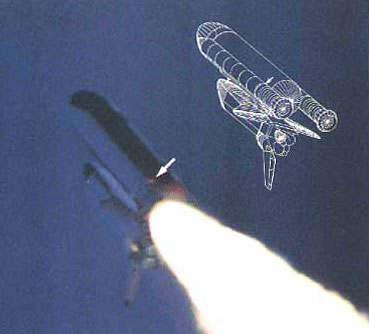
Az első apró láng 58,788 másodperckor látható a feljavított filmfelvételeken

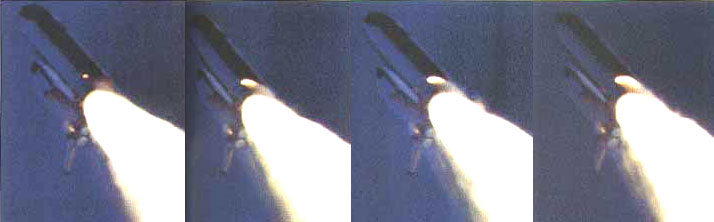
Jól megfigyelhető a lángcsóva folyamatos növekedése

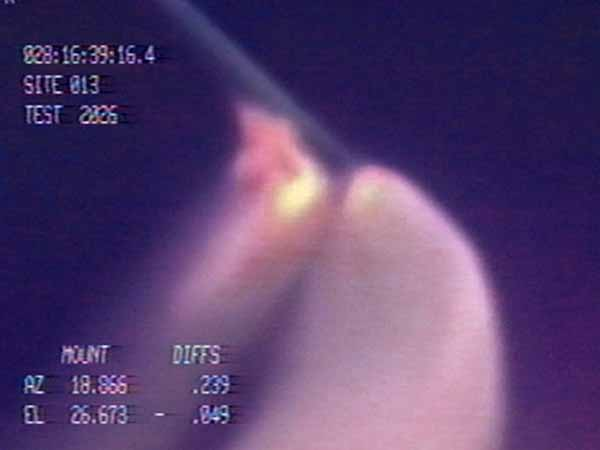
A jármű darabokra hullása után még sokáig jól látható volt a jobb oldali gyorsítórakéta. Megfigyelhető, ahogyan a sérült részen keresztül kiáramolnak a forró gázok

A balesethez vezető eseménysort is részletesen feltárták a rendelkezésre álló fénykép- és filmfelvételek, valamint telemetriai adatok alapján:
- az első esemény rögtön a startnál jelét adta, hogy elkezdődött egy káros folyamat: a kamerák utólag kielemzett filmfelvételein az emelkedés 0,678. másodpercében egy fekete füstpamacs tűnt fel a gyorsítórakéta később a baleset forrásaként azonosított szegmensénél, majd a 0,836 és 2,5 másodperc között még további nyolc, egyre feketébb színű füstpamacs tűnt fel, mind ugyanazon a helyen. Az utolsó füstfelhő 2,733 másodpercnél jelent meg, majd beleveszett az egyre gyorsulva emelkedő rakéta fúvócsövének gázsugarába.[16]
- a max Q ponthoz érve (ezen a ponton a legnagyobb a járműszerkezetet érő aerodinamikai rázkódás) a két gyorsítórakéta és a három főhajtómű teljesítménye a normális működésnek megfelelően lecsökkent, majd a max Q pontot elhagyva hamarosan ismét teljes teljesítményen működtek. A max Q pont környékén ráadásul a szerkezet átrepül egy erős szélnyíráson – amely elemzők szerint az STS-rendszert valaha ért ilyen jellegű legnagyobb erejű időjárási jelenség volt –, amely megrázza az emelkedő rakétát. Vélhetően ez a rázkódás kiverte a helyéből a még megmaradt, megszenesedett utolsó gumidarabokat, illetve kipergette az alumínium-oxid hajtóanyag égésekor lerakódó és így valamelyes tömítést biztosító salakot, így szabad utat engedve a nyomásnak. Az első apró láng 58,788 másodperckor látható a feljavított filmfelvételeken. A láng a korábbi füstpamacsok megjelenésének helyén látható, és ez arra utal, hogy a forró hajtóműgázok átégették a rakétaszegmensek közötti illesztést. Egy képkockával később már a kép feljavítása nélkül is jól látható a láng. A kialakult láng mérete folyamatosan növekszik, és 59,262 másodperckor már egyértelműen látható az összefüggő lángcsóva. Körülbelül 60 másodperckor a telemetriai adatok eltérést jeleznek a két gyorsítórakéta hajtóművének nyomása között. A jobb oldaliban kisebb a nyomás, ez szintén a szivárgást jelzi.[16]
- ahogy a lángcsóva folyamatosan növekedett, azt a levegő áramlása a külső üzemanyagtartály irányába terelte. Az égés nyoma utólag az üzemanyagtartály roncsain is jól megfigyelhető volt. A láng károsította továbbá a gyorsítórakéta alsó rögzítését is. A repülés 64,660. másodpercében változás figyelhető meg a láng színében és alakjában, ez pedig arra utal, hogy a külső üzemanyagtartály átégett, és abból szivárogni kezdett a folyékony hidrogén. A telemetriai adatok utólagos elemzése ezt szintén alátámasztja. 45 ezredmásodperccel később egy újabb fényes láng figyelhető meg az űrrepülőgép hasa és az üzemanyagtartály között.[16]
- a repülés 72,20. másodpercében a gyorsítórakétát a külső üzemanyagtartályhoz kapcsoló alsó rögzítés a tűz hatására elengedett, a gyorsítórakéta elfordult a felső rögzítőpont körül. Az elfordulás a két gyorsítórakéta eltérő tolóereje miatt következett be[16]
- 73,124 másodperckor fehér színű pára figyelhető meg az üzemanyagtartály alsó részén, ez annak a jele, hogy a folyékonyhidrogén-tartály kezd darabokra hullani. Az üzemanyagtartály alsó része leszakadt, és az így kiszabaduló folyékony hidrogén hirtelen hatalmas erővel löki előre a hidrogéntartályt, ami így nekilökődik a folyékonyoxigén-tartálynak. Ezzel egy időben a meghibásodott gyorsítórakéta nekicsapódik az üzemanyagtartálynak. Ennek látható jele a 73,137 másodperckor megfigyelhető újabb fehér színű párafelhő. Ezredmásodpercekkel később nagy hevességgel, szinte robbanásszerűen ég el a kiszabaduló folyékony üzemanyag. Ekkor a Challengert 1,92 Mach sebességnél és 14 000 m (46 000 láb) magasságban teljesen elborítják a kialakuló lángok. Leszakad az űrrepülőgép Föld körüli manőverező egysége, és kiszabadul annak üzemanyaga. Ez a tűzfelhő egy részét vörösesbarna színűre változtatja. Az orbiter a fellépő hatalmas aerodinamikai hatások miatt több nagyobb darabra szakad. A filmfelvételeken több rész is azonosítható, mint például a hátsó törzsrész a még működő főhajtóművekkel, az egyik szárny és a teljes elülső törzsrész[16]

#### A baleset okai
Közvetlen technikai kiváltó ok
Az STS–51–L balesetének egyetlen fő technikai kiváltó oka a jobb oldali szilárd hajtóanyagú gyorsítórakéta szegmenseinek tömítésére használt gumi O-gyűrű sérülése és átégése volt. Az már a NASA korai kommunikációjából is kiderült, hogy a gyanú a gyorsítórakétát illette, amikor az űrhivatal a startról készült képek és filmfelvételek alapján egy „szokatlan csóva” megjelenéséről kezdett kommunikálni, amely az egyik gyorsító rakétán jelent meg. A NASA a kommunikációjában ezután nem volt hajlandó sem a csóva mibenlétét, sem szerepét tovább tárgyalni. A vizsgálók gyanúja is ebbe az irányba terelődött a vizsgálat elején – amikor egyébként számos más meghibásodási teóriát is sikerült kizárni. A megtalált roncsok is igazolták azt a gyanút, hogy a szegmensekből felépülő rakétatestben, szigetelésre használt gumi O-gyűrűk megsérültek, átégtek, ami lehetővé tette, hogy a hajtóanyag égése során a láng ne csak az alul levő fúvócsövön távozzon, hanem oldalra is kifújjon, és érintse a nagy külső hajtóanyagtartály oldalát is.
Közvetett okok
A vizsgálat a balesetet kiváltó közvetlen ok mellett más közrejátszó tényezők szövevényes hálózatát tárta fel az időjárási, kommunikációs, döntéshozatali vagy NASA-n belüli szervezeti okokig bezárólag, amelyek együttesen juttatták el az STS–51-L folyamatát a fatális végkifejletig:
- Időjárási körülmények: az O-gyűrűk meghibásodását az okozta, hogy soha ki nem próbált módon, szokatlanul alacsony környezeti hőmérséklet mellett ment végbe a start. Aznap Floridát egy Kanada felől érkező, rendkívül erős, szokatlan hidegfront érte el, és a start reggelén kemény fagyok érintették az indítóállás környékét. Ilyen körülmények között a gumigyűrűk rugalmassága drámaian lecsökkent, ami alkalmatlanná tette őket a tömítési funkciójuk ellátására. A mérnökök ugyan jelezték, hogy ilyen körülményekre nem rendelkeznek semmilyen korábbi tapasztalattal és teszteredménnyel, mégis úgy ítélték meg, hogy engedélyezik a startot a műszaki bizonytalanság ellenére.
- Kommunikációs hiányosságok: a Morton-Thiokol és a NASA között korábban is folyt információcsere arra vonatkozóan, hogy az O-gyűrűk bizonyos üzemeltetési körülmények között veszélyforrást jelenthetnek, azonban ezek az üzenetváltások soha nem jutottak el a megfelelő döntéshozatali szintekre, ahol megállíthatta volna valamely felelős vezető a folyamatokat és leállíthatták volna a repüléseket mindaddig, ameddig a hibákat megnyugtató módon kijavítják.
- Szervezeti kultúra-beli hiányosságok: a NASA a vizsgálat során végig arra hivatkozott, hogy bár nem megfelelő szinteken megvolt az az információ, hogy rizikós az STS-rendszer startja, ám a maguk elé kitűzött időrendnek – amely még így sem teljesítette az eredetileg maguk elé kitűzött célokat – mindenképpen meg akartak felelni, ezért biztonsági kockázatokat is inkább felvállaltak. A vizsgálat megállapította, hogy a NASA számos esetben inkább áthágta a saját maga által felállított szabályokat, és engedélyezték a folyamatok továbbhaladását úgy is, hogy magas szintű hibák veszélyét rejtette a rendszert, amelyet tévesen elfogadható rizikójúnak minősítettek.

### Richard Feynman szerepe a vizsgálóbizottságban

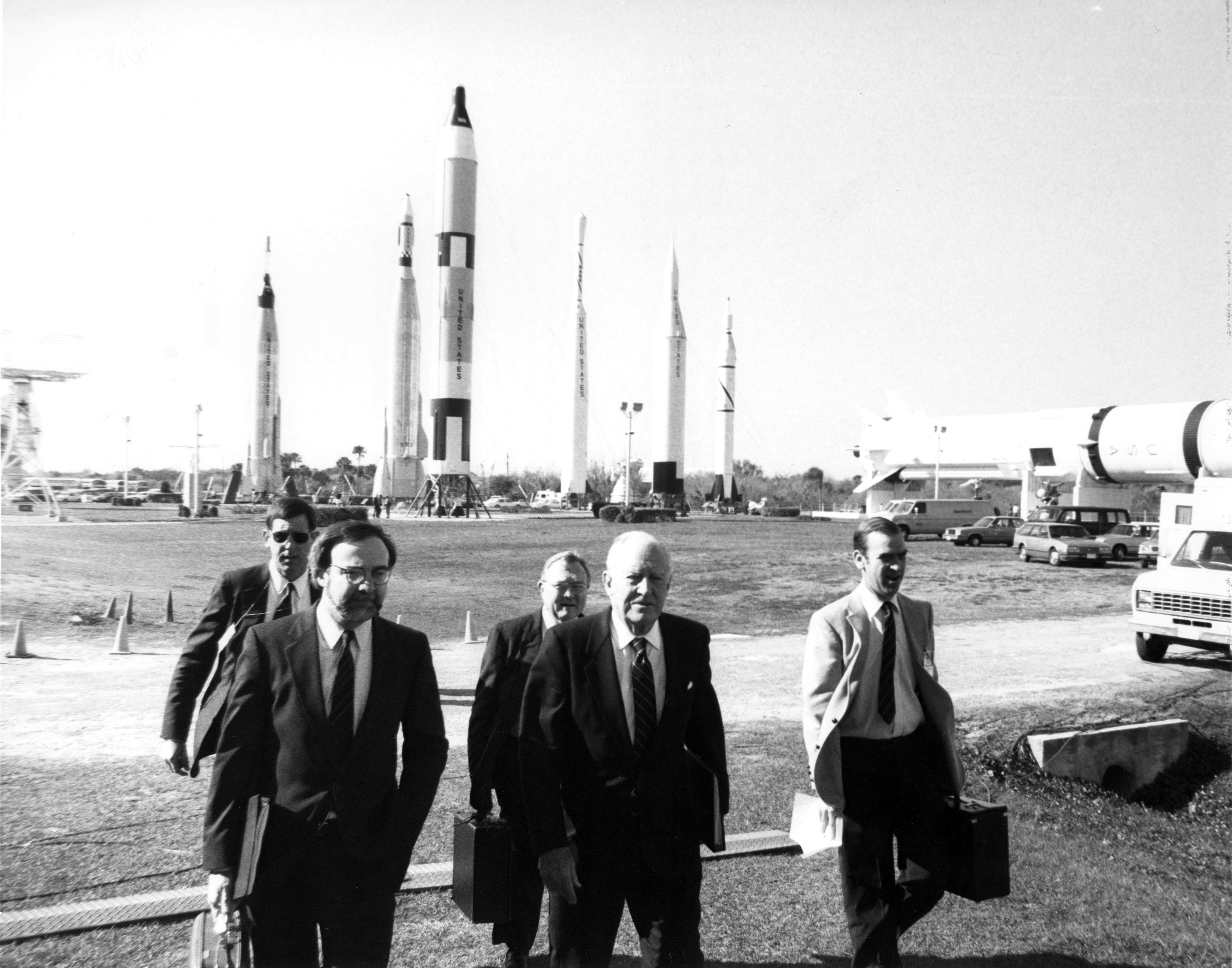
A Rogers-bizottság tagjai megérkeznek a Kennedy Űrközpontba

A bizottság egyik kulcsfontosságúvá vált tagja volt Richard Feynman Nobel-díjas elméleti fizikus, aki korábban a Manhattan terv részese is volt. Feynman a vizsgálatok idején már komoly rákbeteg volt, felesége bátorítására vállalta a feladatot, és végül azzal vált kulcsfigurává, hogy kutatásai révén vált a bizottság jelentése olyan átfogóvá, áttekinthetővé, teljessé és az igazságot kíméletlenül kimondóvá, amely alapot teremtett a Challenger-katasztrófa megnyugtató lezárásához.
William Rogers, a bizottság elnöke azt a sugallatot kapta Reagan elnöktől a munka megkezdésekor, hogy „ne bántsa a NASA-t”, mert egyrészt megtestesítenek valamiféle eszményt, afféle technológiai élcsapat képet a közvélemény felé, másrészt nagy szükség van rájuk a továbblépéshez. Rogers a vizsgálat kezdetén igazodott is ehhez a politikai elváráshoz (maga is inkább politikus volt, mintsem a vizsgálat tárgyához értő műszaki ember), és elnézte az űrhivatalnak a számos pontatlanságot, késést vagy éppen a mundér becsületét védő csúsztatást, vagy később akár hamisnak bizonyuló állítást. Feynmann azonban már-már mániákusan az igazságot kereste, a balesethez vezető, mélyebben gyökerező okokat, és szívósan ezek kiderítésére helyezte a hangsúlyt. A vizsgálat hamar az O-gyűrűk felé terelődött, és Feynman volt az, aki egy egyszerű kísérlettel bebizonyította, ami felett hosszú hónapok vitája zajlott (és amelynek létezését a NASA-vezetők igyekeztek elkendőzni), hogy az O-gyűrű hideg környezetben nem megfelelően viselkedik. Az egyik nyilvános bizottsági meghallgatáson, anélkül, hogy tájékoztatta volna szándékáról Rogers elnököt, Donald Kutyna tábornokkal egy kísérletet készítettek elő, és a jelen lévő NASA-illetékesek előtt egy iskolai kísérlet egyszerűségével bemutatták a kérdéses alkatrész alkalmatlanságát (Feynman egy jeges vízzel teli kancsót kért, majd egy iratkapoccsal összeszorított pár centis apró gumigyűrűt tett a jeges vízbe, majd azt onnan kiemelve a gyűrű csak lassan, alig volt képes visszanyerni az alakját). Hogy ezzel az attitűddel inkább szolgálta a közvéleményt, mintsem saját bizottságának központi akarat szerinti működését, bizonyítja Rogers elnök egyik megnyilvánulása, miszerint a kéretlen bemutatót úgy nyugtázta: „Feynman kezd igazi fájó ponttá válni!”
Más alkalomkor nem a felelős menedzserek válaszaira volt kíváncsi, hanem szándékosan elment az alsóbb szinteken helyet foglaló NASA-mérnökök vagy a Morton-Thiokol mérnökei közé, és őket kérdezte ki. Ezek során döbbenten tapasztalta, hogy szervezeti szinten mennyire félreértelmezte a NASA és a gyártó azt, amit mérnöki szinten másként láttak, értelmeztek. A legérdekesebb kérdése az volt a mérnökökhöz, hogy mennyire tartják biztonságosnak a rendszert. A NASA hivatalos becslése szerint a rendszer biztonsági tényezője 105 volt, azaz 100 000 felszállásra jutott egy végzetes meghibásodás. A mérnökök egyéni értékelése 1:50 és 1:200 közé esett, mert a legtöbbje tudott olyan potenciális meghibásodásról, amely a biztonságra is komoly hatással volt (hogy a NASA vagy a mérnökök becslése volt-e a pontosabb, bizonyítja, hogy végül a Space Shuttle rendszer 135 repülésére 2 halálos baleset esett, azaz a rendszer tényleges biztonsági tényezője 1:67,5 volt). A NASA végletesen túlértékelte a saját maga által létrehozott és üzemeltetett rendszert.
Feynman eredményeit végül a bizottság megállapításainak mellékleteként adták ki. Feynman észrevette, hogy bár a bizottság is állapított meg hiányosságokat, amik a NASA vezetőit terhelték, ezek a megállapítások a jelentés apró részleteiben szétszórva helyezkedtek el, és ezeket csak a legéberebb olvasók fedezhették fel. Amikor a bizottság ilyen formán akarta publikálni a jelentést, Feynman megfenyegette őket, hogy nem hajlandó aláírni azt, és megállapításait önállóan fogja megjelentetni. Ekkor hajlandóak voltak belemenni a részletes változat közzétételébe. Feynman volt az a bizottságból, aki nem engedett a Reagen elnöktől származó, ne bántsátok a NASA-t attitűdnek és az igazságot kutatta rendületlenül. És főként az ő közreműködésének tudható be, hogy a Challenger tragédiáját nem csak egyszerűen az O-gyűrű hibájával magyarázták, hanem fény derült arra, hogy mindez a NASA mélyen gyökerező hibáinak következménye volt. Vagy ahogy ő fogalmazta meg kiderült, hogy ha egy olyan szervezetet vezet valaki – és itt került a képbe a NASA menedzsmentje – akitől a politikusok egyszerre várják, hogy ne tegye utcára az Apollo-program után emberek ezreit, viszont olyan rendszert üzemeltessen, amelyik olcsóbb, mint az elődje, akkor ez a vezetés hamar fog kommunikációs trükkökhöz túlzásokhoz nyúlni, hogy megkapja a Kongresszustól a neki ítélt pénzeket. És ezek a vezetők egyszerűen nem akarták meghallani azokat a hangokat, amelyek leleplezték volna ezeket a bizonyos kommunikációs trükköket, túlzásokat, hogy például ne reptessük olyan gyakran az űrsiklót holmi veszélyre hivatkozva, mikor pedig azt ígértük, hogy az űrsiklók gyakran fognak repülni.

### Képviselőházi meghallgatások
A kongresszusi bizottság meghallgatásokat tartott a balesettel kapcsolatban, majd 1986. október 29-én a bizottság kiadta saját jelentését, amelyben egyetértettek a Rogers-bizottság által a baleset technikai okairól szóló megállapításokkal. A balesethez vezető egyéb okokat viszont másképpen ítélték meg. A kongresszusi bizottság megállapítása szerint nem a NASA és az alvállalkozók közötti elégtelen kommunikáció vagy a hibás eljárási rendek vezettek a balesethez, hanem kifejezetten a hibás vezetői döntések. A meghozott döntések során gyakran nem a mérnöki, hanem a PR-érdekek domináltak.

## A baleset következményei
A NASA a balesetet követően azonnal leállította a Shuttle-repülések további előkészítését, és felfüggesztett minden ilyen irányú tevékenységet, amíg a Rogers-bizottság dolgozott. A bizottság végül egy kilenc ajánlásból álló javaslatcsomagot terjesztett elő, amellyel a Space-Shuttle-program biztonságát tudta növelni az űrhivatal, majd Reagan elnök egy 30 napos határidőt szabott a NASA-nak, hogy kidolgozza azon javaslatait, amelyekkel beépítheti ezeket az ajánlásokat a működésébe.
A vizsgálóbizottság ajánlásának megfelelően a NASA elindította a gyorsítórakéták teljes újratervezési programját, amelyet független külső szervezet felügyelt, ahogyan azt a bizottság határozottan kikötötte a megállapításain belül. A NASA új szerződést is kötött a Morton-Thiokollal, amelyben a gyorsítórakéták működéséért a teljes felelősséget a gyártóra terhelték, és kikötötték egy záradékban, hogy a jövőben bármilyen, „halálesettel vagy a küldetés végzetes kudarcával” járó esetben a Thiokol 10 millió dolláros bánatpénzt köteles fizetni, és hivatalosan is elismeri a jogi felelősségét a hibáért. A Challenger esetében a Thiokol „önkéntesen” befizette a rá kirótt pénzbüntetést azért cserébe, hogy megmeneküljön a jogi felelősségre vonás elől.
Ezek mellett a NASA megalapította a szervezetén belül a Biztonsági, Megbízhatósági és Minőségbiztosítási Irodáját (Office of Safety, Reliability and Quality Assurance), amelyet a vizsgálóbizottság által ajánlottak szerint a NASA főigazgató-helyettesének rendeltek alá, aki így közvetlenül a főigazgatónak tartozott jelentési kötelezettséggel ezekben az ügyekben. Az iroda vezetője George Martin, a Martin-Marietta korábbi vezetője lett. Az iroda Biztonsági Divíziójának (Safety Division) igazgatói tisztét pedig a balvégzetű repülés repülésigazgatójára, Jay Greene-re bízták.
Magában a Space-Shuttle-programban is változásokat vezettek be szintén a bizottság ajánlására. A Rogers-bizottság kritikával illette a szerintük irreálisan optimista start ütemtervet, amely közvetett okozója volt a balesetnek. Ennek keretében a NASA megpróbált átállni egy sokkal kivitelezhetőbb felbocsátási ütemre. Ennek egyik eleme volt, hogy előirányozták egy új űrrepülőgép-példány, az Endeavour megépítését, amellyel helyettesíthették az elpusztult Challengert, illetve jónéhány, a Védelmi Minisztériummal kooperációban felbocsátott űreszköz indítását átkonvertálták valamely hagyományos, egyszer használatos hordozóeszközre. 1986 augusztusában maga Reagan elnök jelentette be, hogy a NASA felhagy a kereskedelmi célú műholdak űrrepülőgéppel való pályára állításával is.
A változások áttételesen érintették a Légierő tevékenységét is. A tragédia idején éppen folyamatban volt a kaliforniai Vandenberg légitámaszponton a 6-os számú indítóállás nagyarányú átalakítása, ahonnan a titkos katonai műholdak űrrepülőgéppel való feljuttatásának technikai feltételeit kívánták megteremteni. A poláris pályára bocsátott első ilyen jellegű repülést 1986. október 15-re tűzték ki. A néhai, még 1969-ben tervasztalon maradt MOL űrállomás (Manned Orbiting Laboratory) újragondolásával készülő koncepcióhoz szükséges átalakítások a tervek szerint 4 milliárd dollárt emésztettek volna fel. A Challenger-katasztrófa aztán katalizátora lett annak a folyamatnak, amely ezeket a fejlesztéseket is megkérdőjelezte, majd a Légierő 1988. május 13-i döntésével törlésre kerültek. A haderő a továbbiakban inkább a Titan IV hordozórakétákat favorizálta.
A módosítások végrehajtását követően időről-időre felmerült a kérdés, hogy vajon a NASA valóban tanult-e a Challenger-katasztrófa leckéjéből és a menedzsmentstruktúrában vagy a döntéshozatali folyamatokban elvégzett változások elég mélyrehatóak vagy hosszú távon érzékelhetőek voltak-e. A választ a 2003-as Columbia-katasztrófa látszott megadni. Az STS–107-en történtek ismét felvetették a NASA-n belüli biztonsági elvek és folyamatok hatékonyságának kérdését az újabb elvesztett űrrepülőgéppel kapcsolatban. Az akkor elvégzett baleseti kivizsgálást végző Columbia Baleseti Kivizsgáló Bizottság (CAIB – Columbia Accident Investigation Board) jelentésében meg is állapította, hogy a NASA elmulasztotta, hogy tanuljon a Challenger feladta megannyi leckéből. Különösen kritikus hangot ütött meg a bizottság abban a tekintetben, hogy felállítson egy valóban független, repülésbiztonságért felelős szervezetet a saját berkein belül és „ebben a tekintetben a NASA válaszai nem felelnek meg a Rogers-bizottság által javasoltaknak”. A bizottság tovább ment azokkal a megállapításaival, miszerint „a Challenger-katasztrófát okozó szervezeti hiányosságokat a NASA nem oldotta meg”, és „ugyanazok a hibás döntéshozatali folyamatok, amelyek a Challenger elvesztését okozták, felelősek a Columbia pusztulásáért 17 évvel később”.

### A Space-Shuttle-program folytatása
A katasztrófát követően az űrrepülőgép-flotta két évig és nyolc hónapig kényszerült a földre, amíg a NASA végre nem hajtotta a kérdéses műszaki változtatásokat, különös tekintettel az első számú hibaokra, a gyorsítórakéta újratervezésére. A program az STS–26 repüléssel, 1988. szeptember 29-én tért vissza a folytatáshoz, amikor a Discovery űrrepülőgép felszállt a Kennedy Űrközpont 39B indítóállásáról. A legénység mindössze öt főt számlált, és köztük volt Richard O. Covey másodpilóta, aki a Challenger-katasztrófa idején a CapCom szerepét töltötte be a houstoni irányítóközpontban. Az STS–26 ezen kívül rakományként magával vitte a TRDS–3 műholdat, amely a Challenger rakományát képző, de ugyancsak tragikus véget ért műhold pótlására indult az űrbe.
A Return to Flight (Visszatérés a repüléshez) jelmondatú küldetés sok tekintetben ismét tesztrepülés volt. Egyrészt az újratervezett gyorsítórakéta próbarepülése is volt, másrészt sok tekintetben áttért a NASA egy sokkal szigorúbb biztonsági protokollra, így például a legénység az STS–4 után ismét szkafandert viselt a felszállás során. Mindössze két apró probléma merült fel (a kabin hűtőrendszerénél és a Ku sávú antennánál regisztráltak hibát), így a hosszú szünet utáni első repülést teljes sikernek könyvelhette el a NASA. Ezt követően az űrhivatal űrrepülőgép-programja beállt a kb. 6 repülés/év ritmusra, amelyet egészen 2003-ig, a Columbia balesetéig sikerült fenntartani.
Még később Barbara Morgan, aki Christa McAuliffe tartaléka volt a „Tanár az űrben” programban az STS–51–L felkészülése során, 12 évvel az események után beválogatásra került az űrhajós testületbe, és kiképzése után, 2007 augusztusában az STS–118 küldetésen jutott el a világűrbe.

### „Az eltérések normalizálódása”
A 2003-as Columbia-katasztrófa visszaható tanulságokkal járt a Challenger balesetére vonatkozóan. az újabb űrrepülőgép elvesztését kivizsgáló CAIB (Columbia Accident Investigation Board – Columbia Baleseti Vizsgáló Bizottság) jelentésében egészen odáig ment, hogy a NASA nem tanult a Challenger-katasztrófából, és az akkor hozott biztonságnövelő intézkedések hatása addig erodálódott, hogy lényegében visszatértek a korábbi káros gyakorlathoz hasonlóhoz. A Columbia megsemmisülése előtt ez abban nyilvánult meg, hogy korábban négy alkalommal – STS–7 (1983), STS–32 (1990), STS–50 (1992) és STS–112 (2002) – is megfigyelték a külső tartály szigetelésének hibáját és lehullását, sőt még azt is, amikor a lehulló szigetelésdarabok eltalálják az emelkedő űrszerelvény egy-egy darabját, a mérnökök mégis veszélytelennek ítélték meg a jelenséget.
Később Diane Vaughan szociológus önálló jelenségként azonosította ezt a viselkedést, amely az „eltérések normalizálódása” nevet kapta a szakirodalomban. Ennek a jelenségnek a lényege, hogy a nagyobb szervezetekben dolgozó szakemberek kvázi hozzászoknak egy káros jelenséghez, ha annak nincsenek végzetes következményei és elfogadják az egyébként nem biztonságos gyakorlatot. Ezt a jelenséget először a Challenger esetében azonosította Vaughan, de példák mutatkoztak később az egészségügyben, a repülésbiztonság területén vagy éppen a COVID–19 járvány esetén is.

## Tiszteletadás

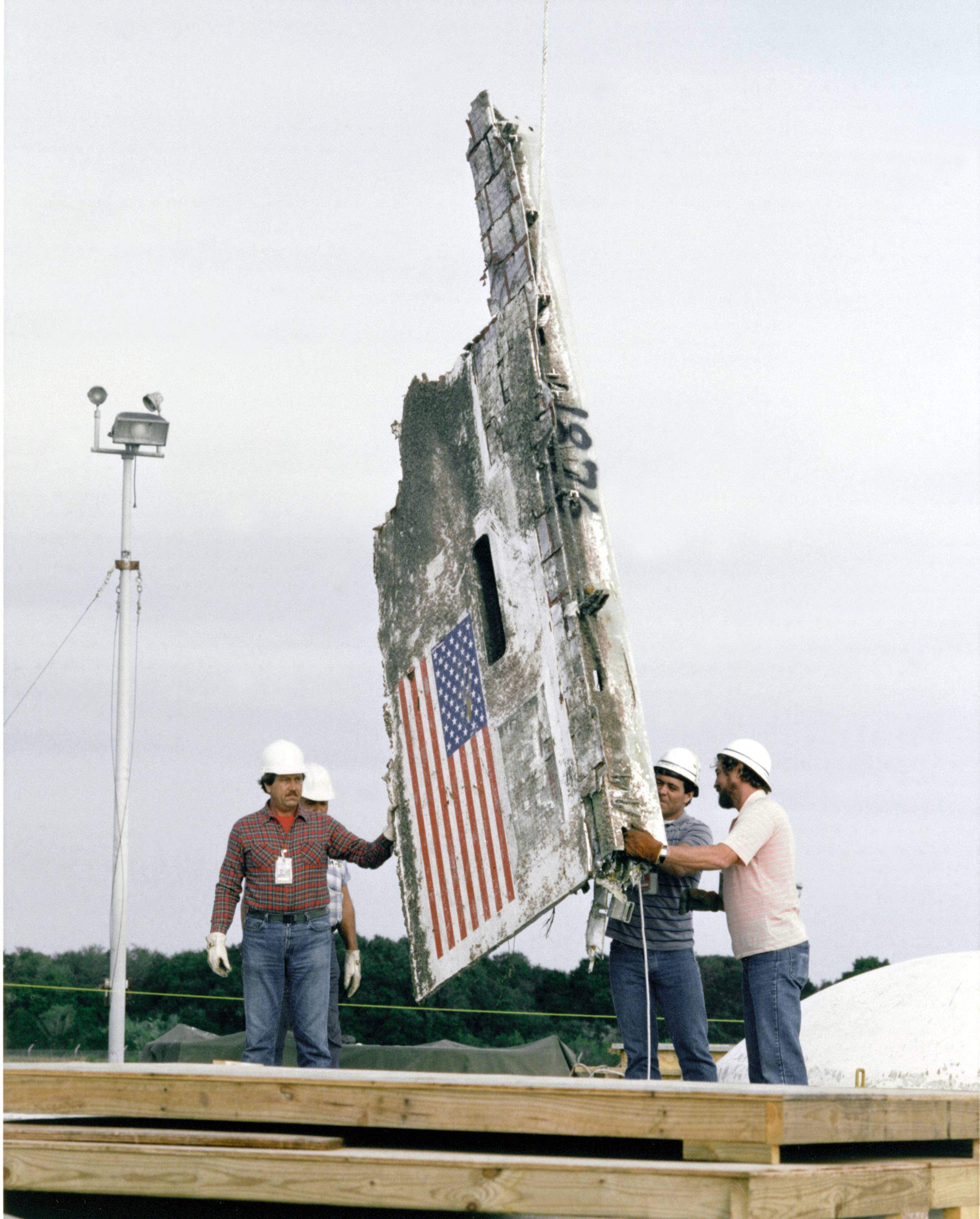
Az űrrepülőgép egyik roncsdarabját éppen a használaton kívüli Minuteman rakétasilóba helyezik

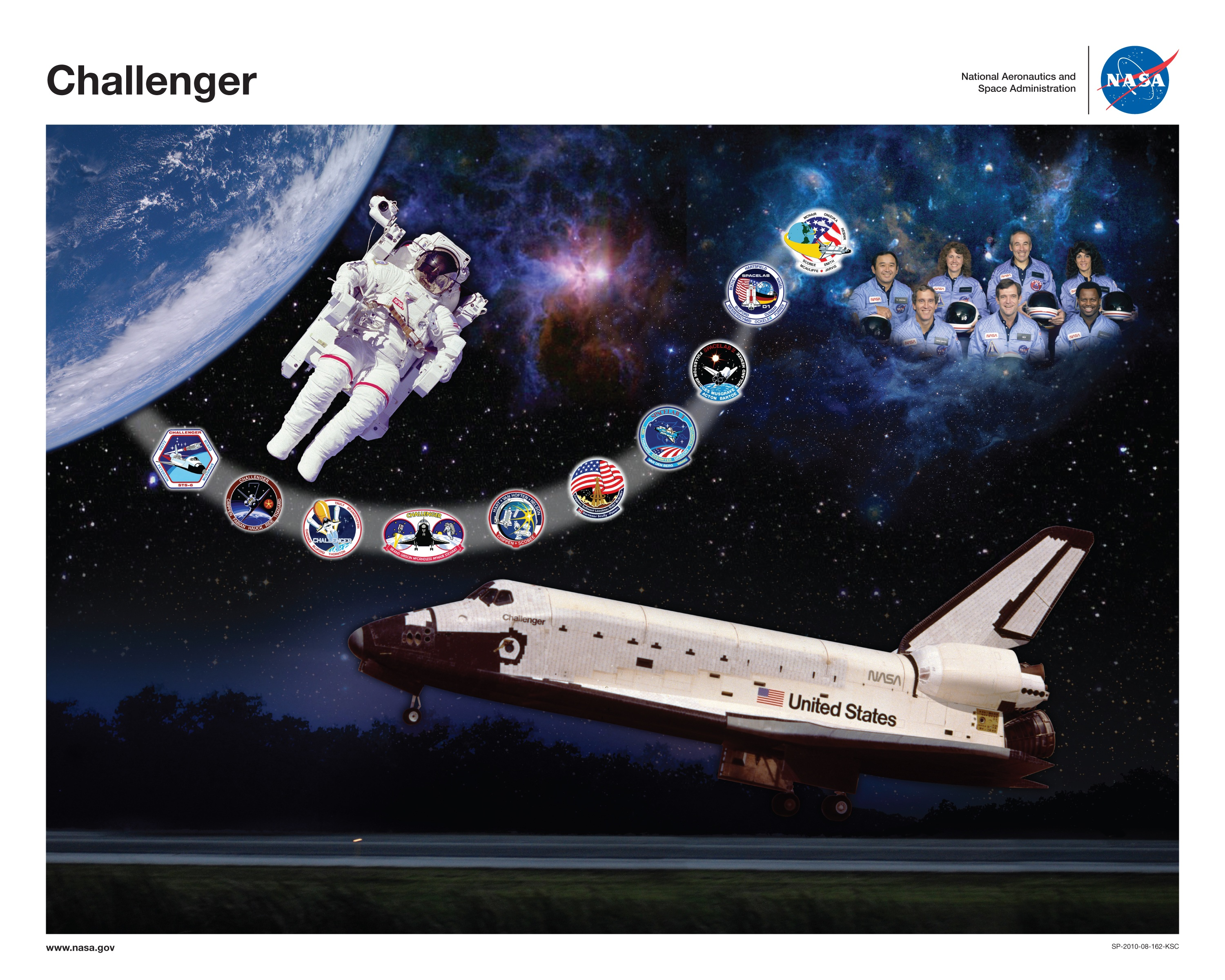
Emlékposzter a Challenger űrhajósainak tiszteletére

A fent leírtak szerint az űrhajósok emlékére 1986. január 31-én tartottak gyászszertartást Ronald Reagan elnök és Nancy Reagan First Lady jelenlétében Houstonban, majd a holttestek tenger mélyéről való felhozatalát követően mindegyikük számára ünnepélyes keretek között tartottak temetési szertartást az Arlingtoni Nemzeti Temetőben, illetve az egyes űrhajósok lakóhelyén. Később az Arlington Nemzeti Temetőben emlékművet avattak a Challenger legénységének tiszteletére azon a helyen, ahol a legénység tagjainak azonosítatlan maradványait közös sírba temették.
A Challenger űrrepülőgép roncsait kiemelték az óceánból, és Cape Canaveralen, de nem az űrrepülőtéren, hanem az attól délre fekvő légierőbázison egy használaton kívül helyezett Minuteman rakétasilóba temették.
A NASA mind a floridai Kennedy Űrközpontban, mind a houstoni Johnson Space Centerben emlékművet állított, melyek a Challenger hősi halottairól emlékeznek meg. Cape Canaveralen 1991. május 9-én állították fel a Space Mirror Memorial (Űrtükör Emlékmű) szerkezetet, ami egy magasfényű fekete gránittömb és ami kezdetben egy mozgató szerkezet révén folyamatosan követte a nap mozgását, a felülete pedig visszatükrözte a napfényt. Erre felvésték az Apollo–1 és az STS–51–L űrhajósainak neveit, később pedig a tragikus sorsú STS–107 űrhajósainak nevei is felkerültek rá. Szintén a Kennedy Űrközpontban, annak Központi Látogató Komplexumában nyitották meg 2015-ben a Forever Remembered (Akikre Örökké Emlékezünk) című állandó kiállítást, amely a Challenger és a Columbia elhunyt űrhajósainak állít emléket. A kiállítás egyik központi darabja a Challenger törzsközép részének egyik, óceánból kiemelt darabja. Houstonban egy fasor őrzi az elhunyt űrhajósok emlékét, az Astronaut Memorial Grove (Űrhajós emlék fasor) mentén az Apollo–1, a Challenger és a Columbia minden egyes elhunyt űrhajósa emlékére ültettek egy-egy fát.
1987-ben az Egyesült Államok Szenátusának épületében is emlékhelyet avattak a Challenger áldozatainak tiszteletére: Charles Schmitt festőművész alkotását, egy falfestményt lepleztek le a Szenátus Brumidi folyosójának egy addig még díszítetlenül hagyott falfelületén. A művész a képet vászonra festette, amelyet aztán később illesztettek fel a falra.
A családtagok megalapították a Challenger Center for Space Science Education (Challenger Űrtudományok Oktatási Központja) szervezetet, amely állandó emléket állít a legénység elhunyt tagjainak. Összesen negyvenhárom oktatási központot és egy központi irodát hoztak létre ebben a nonprofit szervezetben.
Egyesült Államok-szerte több emlékművet is avattak a katasztrófát szenvedett űrhajósok emlékére: 
- a kaliforniai Palo Altóban létrehozták a Challenger sétányt, amelyet olyan vörösfenyők öveznek, amelyek magjai egy kísérlet keretében 1985-ben a Challenger fedélzetén megjárták a világűrt.[69]
- 1986-ban a texasi Websterben egy közparkot neveztek el Challenger Seven Memorial Park néven (Challenger Hetek Emlékpark) a baleset emlékére.[70]
- 1987-ben, az ohioi Columbusban felavatták a Their Spirit Circle Earth (A lelkük a Föld körül kering) című emlékművet.[71]
- több általános iskola kapta nevét a Challenger legénysége után, így Sammamishban,[72] Huntsville-ben,[73] Chicagoban,[74] illetve a floridai Cocoaban.[75]
- 1990-ben Los Angelesben avatták fel a Space Shuttle Challenger Monument (Challenger űrrepülőgép emlékmű) című alkotást, amely az űrsikló 1/10 arányú makettje, és a tragédiára emlékezik. Az emlékmű a szintén Challenger-űrhajós Elisson Onizuka után elnevezett utcában áll.[76]

1990-ben nyitotta meg kapuit a Christa McAuliffe Planetárium a new hampshire-i Concordban – Christa McAuliffe szülővárosában –, majd 2001-ben emlékhelyet avattak az USA első űrhajósa, az 1998-ban elhunyt Alan Shepard tiszteletére. 2009-ben, miután megnégyszerezték az oktatási létesítményhez tartozó területet, átnevezték az intézményt, amely a McAuliffe-Shepard Discovery Center nevet kapta, emléket állítva egyszerre Christa McAuliffe-nek és a szintén a közeli Derryben született Shepardnak. Az intézmény csillagászati és űrkutatási témájú képzéseket, előadásokat, táborokat szervez.
Az 1950-ben a texasi League Cityben épült CCISD's Veteran Memorial Stadiumot 2014-ben újjáépítették, és az új létesítmény a Challenger Columbia Stadium elnevezést kapta a két űrsiklóbalesetben elhunytak tiszteletére.
1987-ben a Sziklás-hegység coloradói részén elterülő Sangre de Cristo Hegyhát egyik csúcsának az Egyesült Államok Geológiai Szolgálata Földrajzi Nevek Bizottsága (USGS Bord of Geographic Names) a Challenger Point nevet adta. (A három csúcsból álló, korábban Kit Carson Peak elnevezésű hely egyik alacsonyabb csúcsát nevezték át Challenger Pointra, míg a hármas másik tagja a Columbia Point nevet vette fel, és csak a fő csúcs maradt Kit Carson Peak).
Különböző égitestek elnevezésével is emléket állítottak az elhunyt űrhajósoknak. Így saját kisbolygót kapott a legénység mind a hét tagja: 3350 Scobee, 3351 Smith, 3352 McAuliffe, 3353 Jarvis, 3354 McNair, 3355 Onizuka, and 3356 Resnik, illetve a NASA úgy határozott 2004-ben, hogy a sikeresen a Mars felszínére ért és ott rendkívül sikeres kutatási programot futott Opportunity Mars-szonda leszállóhelyét Challenger Memorial Station néven említi a későbbiekben mint marsrajzi elnevezést. A Holdon is kráternevek őrzik az űrhajósok emlékét, az Apollo-medencében hét kisebb becsapódásnyomot neveztek el utánuk.

## A katasztrófa a kultúrában

### Könyvek
- Malcolm McConnell: Challenger: A Major Malfunction: A True Story of Politics, Greed, and the Wrong Stuff, 1986. Doubleday[88]
- Diane Vaughan: The Challenger Launch Decision: Risky Technology, Culture, and Deviance at NASA, 1996. University of Chicago Press[89]
- Ellen S. Zinner és Mary Beth Williams: When A Community Weeps: Case Studies In Group Survivorship, 1998. Taylor and French[90]
- Allan J. McDonald: Truth, Lies, and O-Rings: Inside the Space Shuttle Challenger Disaster, 2009. University Press of Florida[91]

A teljes Challenger bibliográfia

### Filmek
1990-ben mutatták be az ABC tévétársaság gondozásában készült Challenger című játékfilmet. A mű az O-gyűrűket érintő vizsgálatokat és aggodalmakat járja körbe, átszőve a repülésre készülő űrhajósok emberi oldalának bemutatásával. A főbb szerepekben: Barry Botswick Dick Scobee, Karen Allen Christa McAuliffe, Brian Kerwin Michael Smith, Joe Morton Ron McNair, Keone Young Ellison Onizuka, Richard Jenkins Greg Jarvis és Julie Fulton Judith Resnik alakítójaként.
2013-ban mutatták be a BBC dokudrámáját, amelyben Richard Feynmann önéletrajzi kötetének, a What Do You Care What Other People Think? (Mit törődsz vele, mit gondolnak mások?) című műnek az űrrepülőgép katasztrófára vonatkozó részét dolgozták fel, William Hurttel Feynmann szerepében.
2019 januárjában mutatták be a Vision Makers játékfilmjét The Challenger Disaster (A Challenger-katasztrófa) címmel, Dean Cain és Glenn Morshower főszereplésével. A film képzeletbeli történetet mesél el, amelyben katasztrófa előtti estén egy mérnök próbálja leállítani a másnapi startot a mutatkozó műszaki probléma miatt.

### Videófelvételek
2010-ig mindössze egyetlen, a CNN helyszíni felvétele volt elérhető a katasztrófát megörökítő videófelvételek között. Ez a felvétel egyébként annyira beleégett az amerikai köztudatba, hogy a később megkérdezett amerikaiak nagy többsége állította, hogy élőben látta a katasztrófát, azonban csak kevesen lát(hat)ták élőben, mert a nagy tévétársaságok nem közvetítették. A katasztrófát övező sajtószenzáció hullámán azonban a felvételt állandóan visszajátszották az amerikai televíziók a hírműsoraikban, vagy akár az adásukat megszakítva közzétett közleményeik illusztrációjaként. 2010 után azonban – elsősorban a videómegosztó oldalak elterjedése okán – számos magánvideó került elő, amely a katasztrófa pillanatait mutatja be, különböző nézőpontokból:
- egy, a titkosítás alól feloldott eredeti, fekete-fehér NASA-videó, amely az űrszerelvény pusztulását, majd később az egyik gyorsító rakéta önmegsemmisítőjének aktiválását mutatja végig[95]
- egy Jack Moss által készített felvétel, amelyet Winter Haven-beli otthonának kertjéből vett fel, kb. 130 km távolságból Cape Canaveraltől[96]
- egy Ishbel és Hugh Searle által egy, az Orlando Nemzetközi Reptérről felszálló repülőgépből készített felvétel, amelyet lányuk tett közzé, kiegészítve a párral készült interjúval és kommentárokkal.[97]
- egy Super 8 kamerával filmre rögzített felvétel, amelyet Jeffrey Ault készített Orange Cityből, kb. 16 kilométerre a felszállás helyszínétől[98]
- Lawrence Hebert filmfelvétele, amelyet az Electric Sky Films megbízásából készített a Kennedy Űrközpontról a helyszínen, szintén végigköveti a startot[99]
- Steven Virostek videója[100]
- Michael és Frances VanKulick videója[101]
- az ABC News felvételei, amelyek kevésbé közvetlenül az eseményekre, mint inkább a nézők reakcióira koncentrál[102]

### Televízió
2018 januárjában mutatta be a History Channel a Days That Shaped America (Napok, amelyek megváltoztatták Amerikát) sorozatának első epizódját, amelynek alcíme Challenger volt, és a katasztrófát dolgozta fel.
A Netflix streamingszolgáltató 2020 szeptemberében kezdte el sugározni Challenger: The Final Flight (Challenger: Az utolsó repülés) című négyrészes dokumentumsorozatát, amely szemtanúk, családtagok, más űrhajósok, a döntéshozatalban résztvevő NASA- és Morton-Thiokol-vezetők megszólaltatásával és eredeti felvételekkel dolgozza fel a katasztrófát.

### Zene
Az Omega 1986-ban megjelent A Föld árnyékos oldalán című nagylemezén a Fekete doboz című dalt a Challenger emlékének ajánlották.

## Fordítás
- Ez a szócikk részben vagy egészben  a   Space Shuttle Challenger disaster című angol Wikipédia-szócikk ezen változatának fordításán alapul.  Az eredeti cikk szerkesztőit annak laptörténete sorolja fel. Ez a jelzés csupán a megfogalmazás eredetét és a szerzői jogokat jelzi, nem szolgál a cikkben szereplő információk forrásmegjelöléseként.

### Magyar oldalak
- Már 20 éve…
- Balesetek égen s földön

### Külföldi oldalak
- Az STS–51–L repülés hivatalos lapja a Kennedy Űrközpont honlapján
- A NASA archívuma az STS–51–L-ről

### Könyvek
- Kereszty András: A Challenger-video (Magvető, Bp., 1986) ISBN 963-14-1077-3